# الطواف النسائي للاتحاد الدولي لكرة المضرب – 2010 (يوليو–سبتمبر)
الطواف النسائي للاتحاد الدولي لكرة المضرب هي نسخة عام 2010 من الجولة الثانية في لعبة كرة المضرب للمحترفات. تنظمها الاتحاد الدولي لكرة المضرب وهي درجة أقل من جولة رابطة محترفات التنس. يتضمن الطواف العالمي لكرة المضرب النسائية برعاية الاتحاد الدولي لكرة المضرب بطولات بجوائز مالية تتراوح من $15،000 إلى $100،000.

## المواسم
| مواسم الطواف العالمي لكرة المضرب النسائية برعاية الاتحاد الدولي لكرة المضرب | مواسم الطواف العالمي لكرة المضرب النسائية برعاية الاتحاد الدولي لكرة المضرب | مواسم الطواف العالمي لكرة المضرب النسائية برعاية الاتحاد الدولي لكرة المضرب | مواسم الطواف العالمي لكرة المضرب النسائية برعاية الاتحاد الدولي لكرة المضرب | مواسم الطواف العالمي لكرة المضرب النسائية برعاية الاتحاد الدولي لكرة المضرب | مواسم الطواف العالمي لكرة المضرب النسائية برعاية الاتحاد الدولي لكرة المضرب | مواسم الطواف العالمي لكرة المضرب النسائية برعاية الاتحاد الدولي لكرة المضرب | مواسم الطواف العالمي لكرة المضرب النسائية برعاية الاتحاد الدولي لكرة المضرب | مواسم الطواف العالمي لكرة المضرب النسائية برعاية الاتحاد الدولي لكرة المضرب | مواسم الطواف العالمي لكرة المضرب النسائية برعاية الاتحاد الدولي لكرة المضرب |
| تسعينيات القرن العشرين                                                      | تسعينيات القرن العشرين                                                      | تسعينيات القرن العشرين                                                      | تسعينيات القرن العشرين                                                      | تسعينيات القرن العشرين                                                      | تسعينيات القرن العشرين                                                      | تسعينيات القرن العشرين                                                      | تسعينيات القرن العشرين                                                      | تسعينيات القرن العشرين                                                      | تسعينيات القرن العشرين                                                      |
| --------------------------------------------------------------------------- | --------------------------------------------------------------------------- | --------------------------------------------------------------------------- | --------------------------------------------------------------------------- | --------------------------------------------------------------------------- | --------------------------------------------------------------------------- | --------------------------------------------------------------------------- | --------------------------------------------------------------------------- | --------------------------------------------------------------------------- | --------------------------------------------------------------------------- |
| 1994                                                                        | 1995                                                                        | 1995                                                                        | 1996                                                                        | 1997                                                                        | 1998                                                                        | 1999                                                                        |                                                                             |                                                                             |                                                                             |
| العقد الأول من القرن 21                                                     |                                                                             |                                                                             |                                                                             |                                                                             |                                                                             |                                                                             |                                                                             |                                                                             |                                                                             |
| 2000                                                                        | 2001                                                                        | 2002                                                                        | 2003                                                                        | 2004                                                                        | 2005                                                                        | 2006                                                                        | 2007                                                                        | 2008 الربع الأول · الربع الثاني · الربع الثالث                              | 2009                                                                        |
| العقد الثاني من القرن 21                                                    |                                                                             |                                                                             |                                                                             |                                                                             |                                                                             |                                                                             |                                                                             |                                                                             |                                                                             |
| 2010 الربع الأول · الربع الثاني · الربع الثالث · الربع الرابع               | 2011 الربع الأول · الربع الثاني · الربع الثالث · الربع الرابع               | 2012 الربع الأول · الربع الثاني · الربع الثالث · الربع الرابع               | 2013 الربع الأول · الربع الثاني · الربع الثالث · الربع الرابع               | 2014 الربع الأول · الربع الثاني · الربع الثالث · الربع الرابع               | 2015 الربع الأول · الربع الثاني · الربع الثالث · الربع الرابع               | 2016 الربع الأول · الربع الثاني · الربع الثالث · الربع الرابع               | 2017 الربع الأول · الربع الثاني · الربع الثالث · الربع الرابع               | 2018 الربع الأول · الربع الثاني · الربع الثالث · الربع الرابع               | 2019 الربع الأول · الربع الثاني · الربع الثالث · الربع الرابع               |
| العقد الثالث من القرن 21                                                    |                                                                             |                                                                             |                                                                             |                                                                             |                                                                             |                                                                             |                                                                             |                                                                             |                                                                             |
| 2020 الربع الأول · الربع الثاني · الربع الثالث · الربع الرابع               | 2021 الربع الأول · الربع الثاني · الربع الثالث · الربع الرابع               | 2022 الربع الأول · الربع الثاني · الربع الثالث · الربع الرابع               | 2023 الربع الأول · الربع الثاني · الربع الثالث · الربع الرابع               | 2024 الربع الأول · الربع الثاني · الربع الثالث · الربع الرابع               | 2025 الربع الأول · الربع الثاني · الربع الثالث · الربع الرابع               |                                                                             |                                                                             |                                                                             |                                                                             |

## المفتاح
| الفئات      | القيمة المالية |
| بطولات W100 | $100,000       |
| بطولات W75  | $75,000        |
| بطولات W50  | $50,000        |
| بطولات W25  | $25,000        |
| بطولات W10  | $10,000        |

## يوليو
| الأسبوع  | البطولة | الفائزات                                               | الوصيفات                                            | المتأهلات لنصف النهائي                   | المتأهلات لربع النهائي                                                   |
| -------- | --- | ------------------------------------------------------ | --------------------------------------------------- | ---------------------------------------- | ------------------------------------------------------------------------ |
| 5 يوليو  | 2010 أوبن جي دي أف سويز دي بياريتز بياريتز، فرنسا ملعب ترابي $100٬000 جدول المباريات الفردية – جدول المباريات الزوجية                  | يوليا جورجيس 6–2 6–2                                   | صوفي فيرغسون                                        | بولين بارمنتييه سيمونا هاليب             | يفجينيا رودينا لورا بوس تيو لوسي هراديكا ستيفاني فوجيلي                  |
| 5 يوليو  | 2010 أوبن جي دي أف سويز دي بياريتز بياريتز، فرنسا ملعب ترابي $100٬000 جدول المباريات الفردية – جدول المباريات الزوجية                  | شارون فيشمان يوليا جورجيس 7–5 6–4                      | لورديس دومينغيز لينو مونيكا نيكوليسكو               | بولين بارمنتييه سيمونا هاليب             | يفجينيا رودينا لورا بوس تيو لوسي هراديكا ستيفاني فوجيلي                  |
| 5 يوليو  | 2010 غرايبفين وومنز $50،000 تنس كلاسيك غرابفين، الولايات المتحدة ملعب صلب $50٬000 جدول المباريات الفردية – جدول المباريات الزوجية      | جيمي هامبتون 6–3 6–4                                   | كرامي نارا                                          | فارفارا ليبتشينكو ليندساي لي ووترز       | جونري ناميجاتا إيرينا فالكوني تتيانا لوزانسكا ستيفاني دوبوا              |
| 5 يوليو  | 2010 غرايبفين وومنز $50،000 تنس كلاسيك غرابفين، الولايات المتحدة ملعب صلب $50٬000 جدول المباريات الفردية – جدول المباريات الزوجية      | ليندساي لي ووترز ميغان مولتون ليفي 6–2 7–5             | كيمبرلي كوتس تتيانا لوزانسكا                        | فارفارا ليبتشينكو ليندساي لي ووترز       | جونري ناميجاتا إيرينا فالكوني تتيانا لوزانسكا ستيفاني دوبوا              |
| 5 يوليو  | أشافنبورغ، ألمانيا ملعب ترابي $25،000 جدول المباريات الفردية – جدول المباريات الزوجية                                                  | مادلينا جوجنيا 6–1 6–0                                 | كارولين غارسيا                                      | كيكي بيرتينس إيرينا بافلوفيتش            | أوليفيا روجوفسكا جوليا ماير إيلينا بوغدان إليز تامالا                    |
| 5 يوليو  | أشافنبورغ، ألمانيا ملعب ترابي $25،000 جدول المباريات الفردية – جدول المباريات الزوجية                                                  | تيودورا ميرسك إريكا سما 7–6(4) 2–6 [10–8]              | إيلينا بوغدان أندريا كوخ بنفنوتو                    | كيكي بيرتينس إيرينا بافلوفيتش            | أوليفيا روجوفسكا جوليا ماير إيلينا بوغدان إليز تامالا                    |
| 5 يوليو  | بلد الوليد، إسبانيا ملعب صلب $25،000 جدول المباريات الفردية – جدول المباريات الزوجية                                                   | تشالا بويوكاكاتشاي 7–6(2) 6–3                          | Zhang Ling                                          | ألكسندرا بانوفا إيريني جيورجاتو          | استيل جيسارد توموكو يونيمورا ييرا كامبوس مولينا ساتشي إيشيزو             |
| 5 يوليو  | بلد الوليد، إسبانيا ملعب صلب $25،000 جدول المباريات الفردية – جدول المباريات الزوجية                                                   | ميلاني كلافنير آنا سميث 6–3 2–6 [10–7]                 | ييرا كامبوس مولينا ليتيسيا كوستاس                   | ألكسندرا بانوفا إيريني جيورجاتو          | استيل جيسارد توموكو يونيمورا ييرا كامبوس مولينا ساتشي إيشيزو             |
| 5 يوليو  | بروكسل، بلجيكا ملعب ترابي $10،000 جدول المباريات الفردية – جدول المباريات الزوجية                                                      | كونستانس سيبيل 6–2 6–1                                 | كاثرينا نجرين                                       | إلينا جاسانوفا أليسون فان يوتفانخ        | إميلي باكيه زوزانا زلوخوفا مارسيلا كوك أندريا كا                         |
| 5 يوليو  | بروكسل، بلجيكا ملعب ترابي $10،000 جدول المباريات الفردية – جدول المباريات الزوجية                                                      | فاسيليسا دافيدوفا إلينا جاسانوفا 7–5 6–2               | مارسيلا كوك جوسان فان بينيكوم                       | إلينا جاسانوفا أليسون فان يوتفانخ        | إميلي باكيه زوزانا زلوخوفا مارسيلا كوك أندريا كا                         |
| 5 يوليو  | تورينو، إيطاليا ملعب ترابي $10،000 جدول المباريات الفردية – جدول المباريات الزوجية                                                     | جابرييلا بوليتو 6–4 7–6(3)                             | كارولينا بيلوت                                      | أليس بالدوتشي إليسا بالسامو              | ألريكك إيكري ستيفانيا تشيبا فالنتينا سولبيزيو ليزا سابينو                |
| 5 يوليو  | تورينو، إيطاليا ملعب ترابي $10،000 جدول المباريات الفردية – جدول المباريات الزوجية                                                     | إليسا بالسامو فالنتينا سولبيزيو 7–5 6–3                | أليس بالدوتشي مارتينا كاشيوتي                       | أليس بالدوتشي إليسا بالسامو              | ألريكك إيكري ستيفانيا تشيبا فالنتينا سولبيزيو ليزا سابينو                |
| 5 يوليو  | بروكوبلي، صربيا ملعب ترابي $10،000 جدول المباريات الفردية – جدول المباريات الزوجية                                                     | فيفيان يوهاسوفا 6–2 3–6 6–0                            | إنغريد-ألكسندرا رادو                                | دوروتيجا إريك بولينا فينوجرادوفا         | ساشكا غافريلوفسكا مارتينا كوبيكيوفا سيمونكا بارايوفا ناتاليا كوستيتش     |
| 5 يوليو  | بروكوبلي، صربيا ملعب ترابي $10،000 جدول المباريات الفردية – جدول المباريات الزوجية                                                     | كارولينا يوفانوفيتش بولونا ريبرشاك 3–6 6–2 [10–2]      | فيفيان يوهاسوفا تيريزا ماليكوفا                     | دوروتيجا إريك بولينا فينوجرادوفا         | ساشكا غافريلوفسكا مارتينا كوبيكيوفا سيمونكا بارايوفا ناتاليا كوستيتش     |
| 5 يوليو  | طوكيو، اليابان Carpet $10،000 جدول المباريات الفردية – جدول المباريات الزوجية                                                          | كاوري أونيشي 4–6 6–4 6–1                               | ماري تاناكا                                         | يووكي تاناكا هيروكو كواتا                | يوشيمي كاواساكي كازوسا إيتو ميسا كينوشيتا كي سيكين                       |
| 5 يوليو  | طوكيو، اليابان Carpet $10،000 جدول المباريات الفردية – جدول المباريات الزوجية                                                          | ماكي أراي مايكاو اينووي 6–2 7–5                        | إيري هاجيموتو كاوري أونيشي                          | يووكي تاناكا هيروكو كواتا                | يوشيمي كاواساكي كازوسا إيتو ميسا كينوشيتا كي سيكين                       |
| 5 يوليو  | باتايا، تايلاند ملعب صلب $10،000 جدول المباريات الفردية – جدول المباريات الزوجية                                                       | شيهو أكيتا 6–3 6–4                                     | نودنيدا لوانجنام                                    | ساكيكو شيميزو كيم جي-سن                  | كاناي هيسامي يو مين-هوا هونج هيون-هوي بينجتارن بليبويتش                  |
| 5 يوليو  | باتايا، تايلاند ملعب صلب $10،000 جدول المباريات الفردية – جدول المباريات الزوجية                                                       | Chen Yi ساكيكو شيميزو 6–3 7–6(2)                       | جيسي رومبيس فاراتشايا وونجتينتشاي                   | ساكيكو شيميزو كيم جي-سن                  | كاناي هيسامي يو مين-هوا هونج هيون-هوي بينجتارن بليبويتش                  |
| 5 يوليو  | فوزهو، الصين ملعب صلب $25،000 جدول المباريات الفردية – جدول المباريات الزوجية                                                          | تشان يونغ-جان 6–2 6–4                                  | لي جين-أ                                            | تشو شياو زانغ شواي                       | شو يفيان تاتيا ميكادزي ليو شاو تشو وانغ كيانغ                            |
| 5 يوليو  | فوزهو، الصين ملعب صلب $25،000 جدول المباريات الفردية – جدول المباريات الزوجية                                                          | ليو شاو تشو شو يفيان 3–6 6–1 [10–2]                    | كاو شاو يوان أياكا ماكاوا                           | تشو شياو زانغ شواي                       | شو يفيان تاتيا ميكادزي ليو شاو تشو وانغ كيانغ                            |
| 12 يوليو | كونتريكزفيل، فرنسا ملعب ترابي 50٬000 دولار جدول المباريات الفردية – جدول المباريات الزوجية                                             | يلينا دوكيتش 4–6 6–3 6–1                               | أوليفيا سانشيز                                      | لورا ثورب بيانكا بوتو                    | إيكاترينا إيفانوفا سالي بيرز كلير دي جوبيرناتيس كلير فويرشتاين           |
| 12 يوليو | كونتريكزفيل، فرنسا ملعب ترابي 50٬000 دولار جدول المباريات الفردية – جدول المباريات الزوجية                                             | نينا براتشيكوفا إيكاترينا إيفانوفا 4–6 6–4 [10–3]      | يلينا دوكيتش شارون فيشمان                           | لورا ثورب بيانكا بوتو                    | إيكاترينا إيفانوفا سالي بيرز كلير دي جوبيرناتيس كلير فويرشتاين           |
| 12 يوليو | زويفجم، بلجيكا ملعب ترابي 25٬000 دولار جدول المباريات الفردية – جدول المباريات الزوجية                                                 | مارينا زانيفسكا 7–6(4) 6–1                             | صوفي أوين                                           | إيرينا خروماتشيفا أناييس لاوريندون       | مارسيلا كويك دانييل هارمسن لينكا وينروفا ليزا سابينو                     |
| 12 يوليو | زويفجم، بلجيكا ملعب ترابي 25٬000 دولار جدول المباريات الفردية – جدول المباريات الزوجية                                                 | ريتشل هوجينكامب فاليريا سافينيخ 6–3 3–6 [10–7]         | إيرينا خروماتشيفا مارينا زانيفسكا                   | إيرينا خروماتشيفا أناييس لاوريندون       | مارسيلا كويك دانييل هارمسن لينكا وينروفا ليزا سابينو                     |
| 12 يوليو | دارمشتات، ألمانيا ملعب ترابي 25٬000 دولار جدول المباريات الفردية – جدول المباريات الزوجية                                              | فيتاليا دياتشينكو 6–4 5–7 6–4                          | يوليا شروف                                          | مادالينا جوجنيا ماتيلد يوهانسون          | ستيفاني فوجت ريكا-لوكا ياني ايرينا كاميليا باغو إلورا دابيغا             |
| 12 يوليو | دارمشتات، ألمانيا ملعب ترابي 25٬000 دولار جدول المباريات الفردية – جدول المباريات الزوجية                                              | فيتاليا دياتشينكو لورا سيجموند 4–6 6–1 [10–4]          | ايرينا كاميليا باغو إريكا سما                       | مادالينا جوجنيا ماتيلد يوهانسون          | ستيفاني فوجت ريكا-لوكا ياني ايرينا كاميليا باغو إلورا دابيغا             |
| 12 يوليو | ووكينغ، المملكة المتحدة ملعب صلب 25٬000 دولار جدول المباريات الفردية – جدول المباريات الزوجية                                          | تيميا بابوش 7–5 6–4                                    | كاتي أوبراين                                        | إيما لين نيجينا أبدوريموفا               | مارجيت رتل آنا سميث منى بارثل لاورا روبسون                               |
| 12 يوليو | ووكينغ، المملكة المتحدة ملعب صلب 25٬000 دولار جدول المباريات الفردية – جدول المباريات الزوجية                                          | تيميا بابوش إيما لين 6–2 6–2                           | جوسلين ري آملين ستار                                | إيما لين نيجينا أبدوريموفا               | مارجيت رتل آنا سميث منى بارثل لاورا روبسون                               |
| 12 يوليو | إيمولا، إيطاليا سجادة $10،000 جدول المباريات الفردية – جدول المباريات الزوجية                                                          | جويا باربييري 6–1 6–1                                  | فيرديانا فيراردي                                    | أليكساندرا ساسنوفيتش أليس بالدوتشي       | فيرونيكا سيب أنجيليكا موراتيلي أليس موروني مارتينا دي جوزيبي             |
| 12 يوليو | إيمولا، إيطاليا سجادة $10،000 جدول المباريات الفردية – جدول المباريات الزوجية                                                          | نيكول كليريكو ماريا ماسيني 6–4 6–1                     | جويا باربييري ماريا بيلين كوربالان                  | أليكساندرا ساسنوفيتش أليس بالدوتشي       | فيرونيكا سيب أنجيليكا موراتيلي أليس موروني مارتينا دي جوزيبي             |
| 12 يوليو | بروكوبلي، صربيا ملعب ترابي $10،000 جدول المباريات الفردية – جدول المباريات الزوجية                                                     | سوفيا سوزاني 6–4 6–4                                   | بولينا فينوغرادوفا                                  | ديانا مارسنكفيتشا دوروتيجا إريتش         | ناديزدا غورباتشكوفا بولونا ريبرشاك كامليا هريستيا ديسيسلافا ملادينوفا    |
| 12 يوليو | بروكوبلي، صربيا ملعب ترابي $10،000 جدول المباريات الفردية – جدول المباريات الزوجية                                                     | كامليا هريستيا أيونيلا-أندريا أييفا 7–5 6–4            | يلينا دوريشيتش إيزابيلا شنيكوفا                     | ديانا مارسنكفيتشا دوروتيجا إريتش         | ناديزدا غورباتشكوفا بولونا ريبرشاك كامليا هريستيا ديسيسلافا ملادينوفا    |
| 12 يوليو | بييشتاني، سلوفاكيا ملعب ترابي $10،000 جدول المباريات الفردية – جدول المباريات الزوجية                                                  | زوزانا زالابسكا 3–6 6–3 6–0                            | شانتال شكاملوفا                                     | بترا كرجسوفا دومينيكا نوتسياروفا         | بولا كانيا نيكولا فايدوفا ميكايلا أونتشوفا مارتينا بوريكوفا              |
| 12 يوليو | بييشتاني، سلوفاكيا ملعب ترابي $10،000 جدول المباريات الفردية – جدول المباريات الزوجية                                                  | فيرونيكا دوماقالا بولا كانيا 6–1 6–1                   | غابرييلا هوراتشكوفا بترا كرجسوفا                    | بترا كرجسوفا دومينيكا نوتسياروفا         | بولا كانيا نيكولا فايدوفا ميكايلا أونتشوفا مارتينا بوريكوفا              |
| 12 يوليو | كاسيريس، إسبانيا ملعب صلب $10،000 جدول المباريات الفردية – جدول المباريات الزوجية                                                      | تشانغ لينغ 6–3 6–0                                     | روثيو دي لا توري سانشيز                             | فيكتوريا لارير لوسيا سيرفيرا فاسكويز     | ايزابيل رابيساردا كالفو باربارا لوز زوزانا لينهوفا سيلفيا غارسيا خيمينيز |
| 12 يوليو | كاسيريس، إسبانيا ملعب صلب $10،000 جدول المباريات الفردية – جدول المباريات الزوجية                                                      | جيد هوبر فيكتوريا لارير 7–5 6–4                        | جورجينا غارسيا بيريز كيم جراجديك                    | فيكتوريا لارير لوسيا سيرفيرا فاسكويز     | ايزابيل رابيساردا كالفو باربارا لوز زوزانا لينهوفا سيلفيا غارسيا خيمينيز |
| 12 يوليو | أتلانتا، الولايات المتحدة ملعب صلب $10،000 جدول المباريات الفردية – جدول المباريات الزوجية                                             | إيرينا فالكوني 6–1 6–4                                 | آلي ويل                                             | جوليا غلوشكو ماديسون كيز                 | أماندا فينك كيتلين ووريسكي لورين ماكفارلين هيلاري بارت                   |
| 12 يوليو | أتلانتا، الولايات المتحدة ملعب صلب $10،000 جدول المباريات الفردية – جدول المباريات الزوجية                                             | كريستي فرلينج جوليا غلوشكو 6–2 2–6 [10–7]              | إيرينا فالكوني ماريا سانشيز                         | جوليا غلوشكو ماديسون كيز                 | أماندا فينك كيتلين ووريسكي لورين ماكفارلين هيلاري بارت                   |
| 12 يوليو | الدار البيضاء، المغرب ملعب ترابي $10،000 جدول المباريات الفردية – جدول المباريات الزوجية                                               | مارتينا بالوغوفا 7–5 6–7(4) 6–4                        | فاطمة العلمي                                        | لينا بناني آنا مورجينا                   | ديسبينا باباميتشايل أليس تيسيت سينا كايسر ريتا استيفيس دي فريتاس         |
| 12 يوليو | الدار البيضاء، المغرب ملعب ترابي $10،000 جدول المباريات الفردية – جدول المباريات الزوجية                                               | لينا بناني أنوك تيجو 6–1 6–2                           | لاورا أباولازا ميراديفيلا مونتسيرات بلاسكو فرنانديز | لينا بناني آنا مورجينا                   | ديسبينا باباميتشايل أليس تيسيت سينا كايسر ريتا استيفيس دي فريتاس         |
| 12 يوليو | هات ياي، تايلاند ملعب صلب $10،000 جدول المباريات الفردية – جدول المباريات الزوجية                                                      | لافينيا تانانتا 6–4 3–6 6–0                            | نودنيدا لوانجنام                                    | كاثرين ويستبوري تينا شيتشتل              | أليسون باي ناتيلا دزالاميدزه أياكا مايكاوا ماغالي دي لاتر                |
| 12 يوليو | هات ياي، تايلاند ملعب صلب $10،000 جدول المباريات الفردية – جدول المباريات الزوجية                                                      | روشمي تشاكرافارتي بوجاشري فنكاتشا 6–3 7–6(10)          | أيو فاني دامايانتي لافينيا تانانتا                  | كاثرين ويستبوري تينا شيتشتل              | أليسون باي ناتيلا دزالاميدزه أياكا مايكاوا ماغالي دي لاتر                |
| 12 يوليو | 2010 سيجوروس بوليفار المفتوح بوغوتا بوغوتا، كولومبيا ملعب ترابي $25،000 جدول المباريات الفردية – جدول المباريات الزوجية                | باولا أورمايتشيا 7–5 6–1                               | جوليا كوهين                                         | ميلين أرويو ماريا فرناندا ألفاريز تيران  | ناثاليا روسي لينا ليتفاك لورين ألبانيز أندريا غاميز                      |
| 12 يوليو | 2010 سيجوروس بوليفار المفتوح بوغوتا بوغوتا، كولومبيا ملعب ترابي $25،000 جدول المباريات الفردية – جدول المباريات الزوجية                | أندريا غاميز باولا أورمايتشيا 5–7 6–4 [10–8]           | ميلين أرويو كارين كاستيبلانكو                       | ميلين أرويو ماريا فرناندا ألفاريز تيران  | ناثاليا روسي لينا ليتفاك لورين ألبانيز أندريا غاميز                      |
| 19 يوليو | بيتانج، لوكسمبورغ ملعب ترابي $100،000 جدول المباريات الفردية – جدول المباريات الزوجية                                                  | ماتيلد يوهانسون 6–3 6–3                                | مونيكا نيكوليسكو                                    | آنا فلوريس داريا كوستوفا                 | كريستينا بارويس إيكاترينا إيفانوفا إيفا بيرنروفا إيلينا بوغدان           |
| 19 يوليو | بيتانج، لوكسمبورغ ملعب ترابي $100،000 جدول المباريات الفردية – جدول المباريات الزوجية                                                  | شارون فيشمان مونيكا نيكوليسكو 6–4 6–2                  | صوفي لوفيفر لورا ثورب                               | آنا فلوريس داريا كوستوفا                 | كريستينا بارويس إيكاترينا إيفانوفا إيفا بيرنروفا إيلينا بوغدان           |
| 19 يوليو | 2010 بطولات بنك فيفث ثيرد للتنس ليكسينغتون (كنتاكي)، الولايات المتحدة ملعب صلب $50،000 جدول المباريات الفردية – جدول المباريات الزوجية | كرامي نارا 6–4 6–4                                     | ستيفاني دوبوا                                       | ريبيكا مارينو ليليا أوسترلوه             | أليسون ريسك ألكسندرا ستيفنسون آسيا محمد تتيانا لوزانسكا                  |
| 19 يوليو | 2010 بطولات بنك فيفث ثيرد للتنس ليكسينغتون (كنتاكي)، الولايات المتحدة ملعب صلب $50،000 جدول المباريات الفردية – جدول المباريات الزوجية | بوجانا بوبوسيك كريستينا فوسانو 6–4 6–2                 | جاكلين كاكو ستوري تويدي ياتز                        | ريبيكا مارينو ليليا أوسترلوه             | أليسون ريسك ألكسندرا ستيفنسون آسيا محمد تتيانا لوزانسكا                  |
| 19 يوليو | واترلو (كندا)، كندا ملعب ترابي $25،000 جدول المباريات الفردية – جدول المباريات الزوجية                                                 | جوليا كوهين 1–6 7–5 7–5                                | فاطمة النبهاني                                      | أوجيني بوشار لورين ألبانيز               | إيكاترينا شولاييفا تيفاني ويلفورد دانييل ميلز إليزابيث أباندا            |
| 19 يوليو | واترلو (كندا)، كندا ملعب ترابي $25،000 جدول المباريات الفردية – جدول المباريات الزوجية                                                 | إليزابيث أباندا كاترينا بالييفيتس Walkover             | لورين ألبانيز تشي-يو سو                             | أوجيني بوشار لورين ألبانيز               | إيكاترينا شولاييفا تيفاني ويلفورد دانييل ميلز إليزابيث أباندا            |
| 19 يوليو | Les Contamines-Montjoie، فرنسا ملعب صلب $25،000 جدول المباريات الفردية – جدول المباريات الزوجية                                        | أندريا هلافاتشكوفا 7–5 0–6 6–4                         | إليتسا كوستوفا                                      | جيسيكا مور جوليا جاتو مونتيكوني          | جويا باربييري سونيا مولنار لينا ستانشيتي أودري برغوت                     |
| 19 يوليو | Les Contamines-Montjoie، فرنسا ملعب صلب $25،000 جدول المباريات الفردية – جدول المباريات الزوجية                                        | جوليا جاتو مونتيكوني فيديريكا كويرشيا 7–5 7–5          | كلير فويرشتاين كونستانس سيبيل                       | جيسيكا مور جوليا جاتو مونتيكوني          | جويا باربييري سونيا مولنار لينا ستانشيتي أودري برغوت                     |
| 19 يوليو | ريكسهام، المملكة المتحدة ملعب صلب $25،000 جدول المباريات الفردية – جدول المباريات الزوجية                                              | هيذر واتسون 6–2 6–4                                    | سانيا ميرزا                                         | إيما لين ليزا ويبورن                     | تامي باترسون أوليفيا روجوفسكا نايومي برودي تارا مور                      |
| 19 يوليو | ريكسهام، المملكة المتحدة ملعب صلب $25،000 جدول المباريات الفردية – جدول المباريات الزوجية                                              | تارا مور فرانسيسكا ستيفنسون 2–6 6–3 [13–11]            | إيما لين سانيا ميرزا                                | إيما لين ليزا ويبورن                     | تامي باترسون أوليفيا روجوفسكا نايومي برودي تارا مور                      |
| 19 يوليو | لا كورونيا، إسبانيا ملعب صلب $25،000 جدول المباريات الفردية – جدول المباريات الزوجية                                                   | ليتيسيا كوستاس 1–6 6–4 6–3                             | ماريا تيريزا تورو فلور                              | جوستين أوزجا نانولي بيبيا                | ميابي إينوي إينيس فيرير سواريز تشانغ لينغ إيزابيل رابيساردا كالفو        |
| 19 يوليو | لا كورونيا، إسبانيا ملعب صلب $25،000 جدول المباريات الفردية – جدول المباريات الزوجية                                                   | جيد هوبر فيكتوريا لارير 7–6(6) 6–1                     | ليتيسيا كوستاس إينيس فيرير سواريز                   | جوستين أوزجا نانولي بيبيا                | ميابي إينوي إينيس فيرير سواريز تشانغ لينغ إيزابيل رابيساردا كالفو        |
| 19 يوليو | خاركيف، أوكرانيا ملعب ترابي $25،000 جدول المباريات الفردية – جدول المباريات الزوجية                                                    | تاتيا ميكادزي 6–7(5) 6–2 6–4                           | ناتاليا ريزهونكوفا                                  | يوليا كالابينا آنا أرينا مارينكو         | أليز ليم يلينا سفيتولينا ماريا زاركوفا تمارا بيجوكوفا                    |
| 19 يوليو | خاركيف، أوكرانيا ملعب ترابي $25،000 جدول المباريات الفردية – جدول المباريات الزوجية                                                    | كاترينا كوزلوفا يلينا سفيتولينا 6–3 7–5                | فالنتينا إيفاخنينكو أليونا سوتنيكوفا                | يوليا كالابينا آنا أرينا مارينكو         | أليز ليم يلينا سفيتولينا ماريا زاركوفا تمارا بيجوكوفا                    |
| 19 يوليو | كنوك، بلجيكا ملعب ترابي $10،000 جدول المباريات الفردية – جدول المباريات الزوجية                                                        | أنجيليك فان دير ميت 6–2 6–0                            | صوفي أوين                                           | كارولينا بيلوت سيندي برغر                | سيلين غيسكيير ميرتل جورج سابرينا بومغارتن فاليريا سولوفيفا               |
| 19 يوليو | كنوك، بلجيكا ملعب ترابي $10،000 جدول المباريات الفردية – جدول المباريات الزوجية                                                        | بيرنيس فان دي فيلد أنجيليك فان دير ميت 6–1 6–3         | إلين بوكنز نيكي فان دايك                            | كارولينا بيلوت سيندي برغر                | سيلين غيسكيير ميرتل جورج سابرينا بومغارتن فاليريا سولوفيفا               |
| 19 يوليو | هورب، ألمانيا ملعب ترابي $10،000 جدول المباريات الفردية – جدول المباريات الزوجية                                                       | ميكايلا أونتشوفا 6–4 6–2                               | أناليزا بونا                                        | باتريسيا شيريا كورينا بيركوفيتش          | باربرا بونيتش إنّا كوزمينكو يانا جاندوفا كاترينا أفديينكو                 |
| 19 يوليو | هورب، ألمانيا ملعب ترابي $10،000 جدول المباريات الفردية – جدول المباريات الزوجية                                                       | سيمونا دوبرا لوسي كريغسمانوفا 4–6 7–6(5) [10–8]        | كورينا بيركوفيتش آنا زيا                            | باتريسيا شيريا كورينا بيركوفيتش          | باربرا بونيتش إنّا كوزمينكو يانا جاندوفا كاترينا أفديينكو                 |
| 19 يوليو | بوخارست، رومانيا ملعب ترابي $10،000 جدول المباريات الفردية – جدول المباريات الزوجية                                                    | أندريا ميتو 7–5 7–5                                    | إلورا دابيغا                                        | كاميليا هريستيا ديانا بوزيان             | ألكسندرا داماشين ليزا سابينو إنغريد-ألكسندرا رادو كلوديا إيناك           |
| 19 يوليو | بوخارست، رومانيا ملعب ترابي $10،000 جدول المباريات الفردية – جدول المباريات الزوجية                                                    | ديانا بوزيان أندريا ميتو 6–3 6–1                       | ديسيسلافا ملادينوفا داليا زافيروفا                  | كاميليا هريستيا ديانا بوزيان             | ألكسندرا داماشين ليزا سابينو إنغريد-ألكسندرا رادو كلوديا إيناك           |
| 19 يوليو | الدار البيضاء، المغرب ملعب ترابي $10،000 جدول المباريات الفردية – جدول المباريات الزوجية                                               | أنس جابر 7–5 6–3                                       | آنا مورجينا                                         | جينيفر ميغان سميرة جايغر                 | فاطمة العلمي غالينا فوكينا شيماء ردامي لينا بناني                        |
| 19 يوليو | الدار البيضاء، المغرب ملعب ترابي $10،000 جدول المباريات الفردية – جدول المباريات الزوجية                                               | كاتارينا بارانوفا أنس جابر 6–3 6–3                     | غالينا فوكينا آنا مورجينا                           | جينيفر ميغان سميرة جايغر                 | فاطمة العلمي غالينا فوكينا شيماء ردامي لينا بناني                        |
| 19 يوليو | برازيليا، البرازيل ملعب صلب $10،000 جدول المباريات الفردية – جدول المباريات الزوجية                                                    | باولا أورمايتشيا 3–6 7–6(1) 7–6(6)                     | آنا كلارا دوارتي                                    | فرناندا هرمنغيلدو روكسان فيسمبيرج        | تيليانا بيريرا باولا كريستينا غونسالفيس فرنندا فاريا مونيك ألبوكيرك      |
| 19 يوليو | برازيليا، البرازيل ملعب صلب $10،000 جدول المباريات الفردية – جدول المباريات الزوجية                                                    | آنا كلارا دوارتي فرناندا هرمنغيلدو 6–2 6–4             | مونيك ألبوكيرك روكسان فيسمبيرج                      | فرناندا هرمنغيلدو روكسان فيسمبيرج        | تيليانا بيريرا باولا كريستينا غونسالفيس فرنندا فاريا مونيك ألبوكيرك      |
| 19 يوليو | لاباز، بوليفيا ملعب ترابي $10،000 جدول المباريات الفردية – جدول المباريات الزوجية                                                      | كارين كاستيبلانكو 6–4 6–3                              | دانييلا سيغيل                                       | ماري إليس كاساريس لوسيا جارالوثانو       | كارين راميريز ريفيرا استيفانيا دونت كارينا سوزا كاميلا سيلفا             |
| 19 يوليو | لاباز، بوليفيا ملعب ترابي $10،000 جدول المباريات الفردية – جدول المباريات الزوجية                                                      | كارين كاستيبلانكو استيفانيا دونت 6–4 6–3               | جيانينا مينيري كاميلا سيلفا                         | ماري إليس كاساريس لوسيا جارالوثانو       | كارين راميريز ريفيرا استيفانيا دونت كارينا سوزا كاميلا سيلفا             |
| 19 يوليو | إيفانسفيل، الولايات المتحدة ملعب صلب $10،000 جدول المباريات الفردية – جدول المباريات الزوجية                                           | غابرييلا باز 6–4 6–0                                   | تشيشي شول                                           | شانيل فان نجين ماديسون كيز               | كلوي جونز ميغان فالكون أماندا مكدوال سابرينا سانتاماريا                  |
| 19 يوليو | إيفانسفيل، الولايات المتحدة ملعب صلب $10،000 جدول المباريات الفردية – جدول المباريات الزوجية                                           | برين بورين سابرينا سانتاماريا 6–3 6–4                  | أناستازيا خارشينكو غابرييلا باز                     | شانيل فان نجين ماديسون كيز               | كلوي جونز ميغان فالكون أماندا مكدوال سابرينا سانتاماريا                  |
| 19 يوليو | نونتابوري، تايلاند ملعب صلب $25،000 جدول المباريات الفردية – جدول المباريات الزوجية                                                    | نودنيدا لوانجنام 2–6 7–5 6–1                           | توموكو يونيمورا                                     | إريكا تاكاو نونجنادا واناسوك             | لي يي را شاكو أوياما روشمي تشاكرافارتي ريكا فوجيوارا                     |
| 19 يوليو | نونتابوري، تايلاند ملعب صلب $25،000 جدول المباريات الفردية – جدول المباريات الزوجية                                                    | أكيكو يونيمورا توموكو يونيمورا 6–2 6–4                 | Kim So-jung ريمي تيزوكا                             | إريكا تاكاو نونجنادا واناسوك             | لي يي را شاكو أوياما روشمي تشاكرافارتي ريكا فوجيوارا                     |
| ۲6 يوليو | بوخارست، رومانيا ملعب ترابي $75،000 جدول المباريات الفردية – جدول المباريات الزوجية                                                    | يلينا دوكيك 3–6 6–1 7–6(3)                             | سوزانا أوندراسكوفا                                  | ماريا إلينا كاميرين لورديس دومينغيز لينو | إيفا فرنانديز بروجوز مونيكا نيكوليسكو أندريا ميتو لورا بوس تيو           |
| ۲6 يوليو | بوخارست، رومانيا ملعب ترابي $75،000 جدول المباريات الفردية – جدول المباريات الزوجية                                                    | ايرينا كاميليا باغو إيلينا بوغدان 6–1 6–1              | ماريا إيروغيين فلورنسيا مولينيرو                    | ماريا إلينا كاميرين لورديس دومينغيز لينو | إيفا فرنانديز بروجوز مونيكا نيكوليسكو أندريا ميتو لورا بوس تيو           |
| ۲6 يوليو | باد زاولغاو، ألمانيا ملعب ترابي 25000 دولار جدول المباريات الفردية – جدول المباريات الزوجية                                            | لينكا جريكوفا 6–4 6–2                                  | إليز تامالا                                         | ليانا أنجور جوليا ماير                   | إيفلين ماير Eloisa Compostizo de Andrés Tanja Ostertag كورينا دينتوني    |
| ۲6 يوليو | باد زاولغاو، ألمانيا ملعب ترابي 25000 دولار جدول المباريات الفردية – جدول المباريات الزوجية                                            | إليز تامالا سكارليت ويرنر 6–1 4–6 [10–7]               | أنا يوفانوفيتش آنا زيا                              | ليانا أنجور جوليا ماير                   | إيفلين ماير Eloisa Compostizo de Andrés Tanja Ostertag كورينا دينتوني    |
| ۲6 يوليو | فيغو، إسبانيا ملعب صلب 25000 دولار جدول المباريات الفردية – جدول المباريات الزوجية                                                     | Andrea Hlaváčková 6–2 6–0                              | كاتي أوبراين                                        | تشانغ لينغ كلوديا جيوفين                 | بيانكا بوتو آنا سميث أناييس لاوريندون جوليا جاتو مونتيكوني               |
| ۲6 يوليو | فيغو، إسبانيا ملعب صلب 25000 دولار جدول المباريات الفردية – جدول المباريات الزوجية                                                     | أناييس لاوريندون آنا سميث 6–3 6–1                      | صوفيا كفاتسابايا جوستين أوزجا                       | تشانغ لينغ كلوديا جيوفين                 | بيانكا بوتو آنا سميث أناييس لاوريندون جوليا جاتو مونتيكوني               |
| ۲6 يوليو | كامبوس دو جورداو، البرازيل ملعب صلب $25،000 جدول المباريات الفردية – جدول المباريات الزوجية                                            | أرانزا سالو 2–6 7–5 6–3                                | ماريا فرناندا ألفاريز تيران                         | شانيل سيموندز ميلين أرويو                | ناثالي كوراتا آنا كلارا دوارتي باولا أورمايتشيا إيزابيلا روباني          |
| ۲6 يوليو | كامبوس دو جورداو، البرازيل ملعب صلب $25،000 جدول المباريات الفردية – جدول المباريات الزوجية                                            | فيرناندا فارية باولا كريستينا غونسالفيس 6–3 6–2        | مونيك ألبوكيرك روكسان فيسمبيرج                      | شانيل سيموندز ميلين أرويو                | ناثالي كوراتا آنا كلارا دوارتي باولا أورمايتشيا إيزابيلا روباني          |
| ۲6 يوليو | ألماتي، كازاخستان ملعب صلب $25،000 جدول المباريات الفردية – جدول المباريات الزوجية                                                     | ريتشل هوجينكامب 6–2 6–3                                | صوفيا شاباتافا                                      | زارينا دياز داريا كوتشمينا               | تاتيا ميكادزي ناتاليا أورلوفا كسينيا ألكان تشياكي أوكاداوي               |
| ۲6 يوليو | ألماتي، كازاخستان ملعب صلب $25،000 جدول المباريات الفردية – جدول المباريات الزوجية                                                     | ألبينا خابيبولينا كسينيا ألكان 6–4 6–4                 | يوليا بيجيلزيمير إميلي ويبلي سميث                   | زارينا دياز داريا كوتشمينا               | تاتيا ميكادزي ناتاليا أورلوفا كسينيا ألكان تشياكي أوكاداوي               |
| ۲6 يوليو | سانت جوزيف، ميزوري، الولايات المتحدة ملعب صلب $10،000 جدول المباريات الفردية – جدول المباريات الزوجية                                  | غابرييلا باز 6–1 6–4                                   | نوبون ليرتشيواكارن                                  | ساناز ماراند كايل مكفيليبس               | إيلين تساي ويتني جونز نيكا كوخارتشوك غريس مين                            |
| ۲6 يوليو | سانت جوزيف، ميزوري، الولايات المتحدة ملعب صلب $10،000 جدول المباريات الفردية – جدول المباريات الزوجية                                  | ماريا سانشيز إيلين تساي 4–6 6–4 [10–5]                 | نوبون ليرتشيواكارن غابرييلا باز                     | ساناز ماراند كايل مكفيليبس               | إيلين تساي ويتني جونز نيكا كوخارتشوك غريس مين                            |
| ۲6 يوليو | بري، بلجيكا ملعب ترابي $10،000 جدول المباريات الفردية – جدول المباريات الزوجية                                                         | فاليريا سولوفيفا 5–7 6–4 6–3                           | ميرتل جورج                                          | مارسلا كوك سابين فان در سار              | إميلي باكي مارا نواك جوسان فان بينيكوم إلك ليمانس                        |
| ۲6 يوليو | بري، بلجيكا ملعب ترابي $10،000 جدول المباريات الفردية – جدول المباريات الزوجية                                                         | صوفي أوين ديمي شورس 6–0 6–1                            | مارسلا كوك مارينا ميلنيكوفا                         | مارسلا كوك سابين فان در سار              | إميلي باكي مارا نواك جوسان فان بينيكوم إلك ليمانس                        |
| ۲6 يوليو | كوتشابامبا، بوليفيا ملعب ترابي $10،000 جدول المباريات الفردية – جدول المباريات الزوجية                                                 | لوسيا جارا-لوزانو 3–6 6–3 7–5                          | إستيفانيا دونيت                                     | كارين كاستيبلانكو غوادالوبي مورينو       | كارين راميريز ريفيرا دانييلا سيغيل صوفيا لوني إنغريد فارغاس كالفو        |
| ۲6 يوليو | كوتشابامبا، بوليفيا ملعب ترابي $10،000 جدول المباريات الفردية – جدول المباريات الزوجية                                                 | جيانينا مينيري كاملا سيلفا 6–4 6–1                     | كارين كاستيبلانكو إستيفانيا دونيت                   | كارين كاستيبلانكو غوادالوبي مورينو       | كارين راميريز ريفيرا دانييلا سيغيل صوفيا لوني إنغريد فارغاس كالفو        |
| ۲6 يوليو | الرباط، المغرب ملعب ترابي $10،000 جدول المباريات الفردية – جدول المباريات الزوجية                                                      | أناستاسيا موخاميتوفا 6–2 6–0                           | ديسبينا باباميتشايل                                 | فاطمة العلمي أليس تيسي                   | أولغا سايز لاررا غالينا فوكينا لينا بناني داريا سالنيكوفا                |
| ۲6 يوليو | الرباط، المغرب ملعب ترابي $10،000 جدول المباريات الفردية – جدول المباريات الزوجية                                                      | أناستاسيا موخاميتوفا إيكاترينا نيكيتينا 6–3 5–7 [10–3] | آن-فاليري إيفين شيليا سولسونا كاركاسونا             | فاطمة العلمي أليس تيسي                   | أولغا سايز لاررا غالينا فوكينا لينا بناني داريا سالنيكوفا                |
| ۲6 يوليو | تامبيري، فنلندا ملعب ترابي $10،000 جدول المباريات الفردية – جدول المباريات الزوجية                                                     | أليز ليم 6–4 6–3                                       | أماندين هيس                                         | لينا-ماري هوفمان ديانا مارسنكفيتشا       | إيرينا كوزمينا مونيكا توموفا كاثرينا هولرت بيا سومالينين                 |
| ۲6 يوليو | تامبيري، فنلندا ملعب ترابي $10،000 جدول المباريات الفردية – جدول المباريات الزوجية                                                     | إيرينا كوزمينا ديانا مارسنكفيتشا 6–4 6–2               | أماندين هيس مونيكا توموفا                           | لينا-ماري هوفمان ديانا مارسنكفيتشا       | إيرينا كوزمينا مونيكا توموفا كاثرينا هولرت بيا سومالينين                 |
| ۲6 يوليو | باليتش، صربيا ملعب ترابي $10،000 جدول المباريات الفردية – جدول المباريات الزوجية                                                       | زوزانا زلوخوفا 6–1 انسحاب                              | مارتينا جليداتشيفا                                  | دونجا سوكيتش سوفيا سوزاني                | كلوديا أناشي بولونا ريبيرشاك فيكتوريا مالوفا فيرونيكا زاتيكوفا           |
| ۲6 يوليو | باليتش، صربيا ملعب ترابي $10،000 جدول المباريات الفردية – جدول المباريات الزوجية                                                       | جاسمينا كاجتازوفيتش زوزانا زلوخوفا 6–1 4–6 [10–7]      | مارتينا جليداتشيفا فرانشيسكا مازالي                 | دونجا سوكيتش سوفيا سوزاني                | كلوديا أناشي بولونا ريبيرشاك فيكتوريا مالوفا فيرونيكا زاتيكوفا           |
| ۲6 يوليو | تشيسوك، المملكة المتحدة ملعب صلب $10،000 جدول المباريات الفردية – جدول المباريات الزوجية                                               | تارا مور 6–3 6–4                                       | إيمي بوتل                                           | تامي باترسون جوسلين ري                   | مالو إجديسجارد أوسين آدم إيرينا رامياليسون كلير ريكيتس                   |
| ۲6 يوليو | تشيسوك، المملكة المتحدة ملعب صلب $10،000 جدول المباريات الفردية – جدول المباريات الزوجية                                               | جوسلين ري آملين ستار 6–1 6–4                           | آنا فيتزباتريك جيد ويندلي                           | تامي باترسون جوسلين ري                   | مالو إجديسجارد أوسين آدم إيرينا رامياليسون كلير ريكيتس                   |
| ۲6 يوليو | غاردوني فال ترومبيا، إيطاليا ملعب ترابي $10،000 جدول المباريات الفردية – جدول المباريات الزوجية                                        | أناستازيا جريمالسكا 6–0 6–2                            | باولا سيجيو                                         | كيارا ميندو أليس موروني                  | أليس بالدوتشي كارولينا بيلوت أليكسيا فيرجيللي جويا باربييري              |
| ۲6 يوليو | غاردوني فال ترومبيا، إيطاليا ملعب ترابي $10،000 جدول المباريات الفردية – جدول المباريات الزوجية                                        | جويا باربييري أناستازيا جريمالسكا 2–6 2–6              | جوليا ستاماتوفا ستيفاني فونجساوثي                   | كيارا ميندو أليس موروني                  | أليس بالدوتشي كارولينا بيلوت أليكسيا فيرجيللي جويا باربييري              |
| ۲6 يوليو | جاكرتا، إندونيسيا ملعب صلب $10،000 جدول المباريات الفردية – جدول المباريات الزوجية                                                     | تينا شيتشتل 3–6 4–6                                    | لافينيا تانانتا                                     | جيسي رومبيس أن صوفي ميستاتش              | ساندي جوموليا بوجاشري فنكاتشا يوكا هيجوتشي ليو شاوزوو                    |
| ۲6 يوليو | جاكرتا، إندونيسيا ملعب صلب $10،000 جدول المباريات الفردية – جدول المباريات الزوجية                                                     | جيسي رومبيس بوجاشري فنكاتشا 2–6 5–7                    | يومي ميازاكي توموكو تايرا                           | جيسي رومبيس أن صوفي ميستاتش              | ساندي جوموليا بوجاشري فنكاتشا يوكا هيجوتشي ليو شاوزوو                    |

## أغسطس
| الأسبوع  | البطولة | الفائزات                                            | الوصيفات                                           | المتأهلات لنصف النهائي                  | المتأهلات لربع النهائي                                                             |
| -------- | --- | --------------------------------------------------- | -------------------------------------------------- | --------------------------------------- | ---------------------------------------------------------------------------------- |
| 2 أغسطس  | 2010 بطولة أودلوم براون فانكوفر المفتوحة فانكوفر، كندا ملعب صلب $75،000 جدول المباريات الفردية – جدول المباريات الزوجية   | يلينا دوكيك 6–1 6–4                                 | فيرجيني رازانو                                     | كريستينا مكهيل إيرينا فالكوني           | غيل برودسكي ليليا أوسترلوه شيلبي روجرز ستيفاني دوبوا                               |
| 2 أغسطس  | 2010 بطولة أودلوم براون فانكوفر المفتوحة فانكوفر، كندا ملعب صلب $75،000 جدول المباريات الفردية – جدول المباريات الزوجية   | تشانغ كاي تشن هايدي الطباخ 3–6 6–3 [10–4]           | إيرينا فالكوني أماندا فينك                         | كريستينا مكهيل إيرينا فالكوني           | غيل برودسكي ليليا أوسترلوه شيلبي روجرز ستيفاني دوبوا                               |
| 2 أغسطس  | 2010 تشالنجر بيجين الدولية بكين، الصين ملعب صلب $75،000+H جدول المباريات الفردية – جدول المباريات الزوجية                 | جونري ناميجاتا 7–6(3) 6–3                           | تشانغ شواي                                         | لي جين-آ هان زينيون                     | لو جينغ-جينغ دوان ينغينغ كيم سو-جونغ ريكا فوجيوارا                                 |
| 2 أغسطس  | 2010 تشالنجر بيجين الدولية بكين، الصين ملعب صلب $75،000+H جدول المباريات الفردية – جدول المباريات الزوجية                 | سون شينغ-نان تشانغ شواي 4–6 6–2 [10–5]              | جي تشون-مي ليو وان-تينغ                            | لي جين-آ هان زينيون                     | لو جينغ-جينغ دوان ينغينغ كيم سو-جونغ ريكا فوجيوارا                                 |
| 2 أغسطس  | آستانا، كازاخستان ملعب صلب $50،000 جدول المباريات الفردية – جدول المباريات الزوجية                                        | يفجينيا رودينا 4–6 6–1 6–4                          | إيكاترينا دزيهاليفيتش                              | ألكسندرا بانوفا فيسنا ماناسيفا          | ريتشل هوجينكامب أوكسانا كالاشنيكوفا زارينا دياز إيكاترينا إيفانوفا                 |
| 2 أغسطس  | آستانا، كازاخستان ملعب صلب $50،000 جدول المباريات الفردية – جدول المباريات الزوجية                                        | نينا براتشيكوفا إيكاترينا إيفانوفا 6–4 6–4          | يوليانا فيداك أناستاسيا فاسيليفا                   | ألكسندرا بانوفا فيسنا ماناسيفا          | ريتشل هوجينكامب أوكسانا كالاشنيكوفا زارينا دياز إيكاترينا إيفانوفا                 |
| 2 أغسطس  | باليكبابان، إندونيسيا ملعب صلب $25،000 جدول المباريات الفردية – جدول المباريات الزوجية                                    | نودنيدا لوانجنام 6–0 3–6 6–2                        | أن صوفي ميستاتش                                    | أيو فاني دامايانتي لافينيا تانانتا      | لي يي را ليو شاو زهو يوكا هيغوتشي ساكيكو شيميزو                                    |
| 2 أغسطس  | باليكبابان، إندونيسيا ملعب صلب $25،000 جدول المباريات الفردية – جدول المباريات الزوجية                                    | أيو فاني دامايانتي لافينيا تانانتا 6–4 7–5          | تشان هاو تشينغ كاو شاو يوان                        | أيو فاني دامايانتي لافينيا تانانتا      | لي يي را ليو شاو زهو يوكا هيغوتشي ساكيكو شيميزو                                    |
| 2 أغسطس  | مونتيروني دارابيا، إيطاليا ملعب ترابي $25،000 جدول المباريات الفردية – جدول المباريات الزوجية                             | ليانا أنجور 7–5 6–1                                 | آنا فلوريس                                         | كيكي بيرتينس إيلينا بوغدان              | إليسا بالسامو جوليا غابا آنه شيفر كلوديا جيوفين                                    |
| 2 أغسطس  | مونتيروني دارابيا، إيطاليا ملعب ترابي $25،000 جدول المباريات الفردية – جدول المباريات الزوجية                             | كلوديا جيوفين فالنتينا سولبيزيو 6–2 4–6 [10–5]      | إيفلين ماير جوليا ماير                             | كيكي بيرتينس إيلينا بوغدان              | إليسا بالسامو جوليا غابا آنه شيفر كلوديا جيوفين                                    |
| 2 أغسطس  | موسكو، روسيا ملعب ترابي $25،000 جدول المباريات الفردية – جدول المباريات الزوجية                                           | إيكاترينا بيشكوفا 6–2 7–5                           | داريا كوستوفا                                      | يانا كوروليفا يوليا كالابينا            | فاليريا سولوفيفا أوكسانا ليوبتسوفا أرينا روديونوفا آنا أرينا مارينكو               |
| 2 أغسطس  | موسكو، روسيا ملعب ترابي $25،000 جدول المباريات الفردية – جدول المباريات الزوجية                                           | نادجيدا غوسكوفا فاليريا سولوفيفا 7–6(5) 6–3         | تيودورا ميرسك ماريا ميركوفيتش                      | يانا كوروليفا يوليا كالابينا            | فاليريا سولوفيفا أوكسانا ليوبتسوفا أرينا روديونوفا آنا أرينا مارينكو               |
| 2 أغسطس  | ريبيك، بلجيكا ملعب ترابي $10،000 جدول المباريات الفردية – جدول المباريات الزوجية                                          | صوفي أوين 4–6 7–6(5) 6–2                            | أناليزا بونا                                       | إيرينا رامياليسون أليكس كولومبون        | جيسيكا جينيير ميرتل جورج أنوك ديليفورتي جوزان فان بينيكوم                          |
| 2 أغسطس  | ريبيك، بلجيكا ملعب ترابي $10،000 جدول المباريات الفردية – جدول المباريات الزوجية                                          | إميلي باكيت ميرتل جورج 6–3 4–6 [11–9]               | كيكا هوجيندورن إلك ليمينز                          | إيرينا رامياليسون أليكس كولومبون        | جيسيكا جينيير ميرتل جورج أنوك ديليفورتي جوزان فان بينيكوم                          |
| 2 أغسطس  | فيينا، النمسا ملعب ترابي $10،000 جدول المباريات الفردية – جدول المباريات الزوجية                                          | لوسي كريجسمانوفا 6–3 6–1                            | زوزانا زالابسكا                                    | إفيتا جيرلوفا سابرينا بومجارتن          | بافلا شميدوفا كارين مورجوسوفا باربارا هاس فيرونيكا سيب                             |
| 2 أغسطس  | فيينا، النمسا ملعب ترابي $10،000 جدول المباريات الفردية – جدول المباريات الزوجية                                          | إفيتا جيرلوفا لوسي كريجسمانوفا 7–5 6–3              | بافلا شميدوفا زوزانا زالابسكا                      | إفيتا جيرلوفا سابرينا بومجارتن          | بافلا شميدوفا كارين مورجوسوفا باربارا هاس فيرونيكا سيب                             |
| 2 أغسطس  | سافيتايبالا، فنلندا ملعب ترابي $10،000 جدول المباريات الفردية – جدول المباريات الزوجية                                    | ألريكك إيكري 7–5 6–4                                | بيا سومالينين                                      | سينا كيسر مونيكا توموفا                 | ألكسندرا أرتامونوفا شيلا سولسونا-كاركاسونا زاني زارينا ديانا مارسنكفيتشا           |
| 2 أغسطس  | سافيتايبالا، فنلندا ملعب ترابي $10،000 جدول المباريات الفردية – جدول المباريات الزوجية                                    | ألكسندرا أرتامونوفا ديانا مارسنكفيتشا 6–2 6–3       | نينا مونش-سوجارد كاتارينا توما                     | سينا كيسر مونيكا توموفا                 | ألكسندرا أرتامونوفا شيلا سولسونا-كاركاسونا زاني زارينا ديانا مارسنكفيتشا           |
| 2 أغسطس  | إيواوا، بولندا ملعب ترابي $10،000 جدول المباريات الفردية – جدول المباريات الزوجية                                         | زوزانا زلوخوفا 7–6(2) 5–7 6–2                       | كاتارزينا كاوا                                     | أولغا بروزدا مارتينا كوبيشيكوفا         | جوليا جاسباري دانكا كوفينتش باربارا سوباسكيفيتش ڤيرونيكا دوماجالا                  |
| 2 أغسطس  | إيواوا، بولندا ملعب ترابي $10،000 جدول المباريات الفردية – جدول المباريات الزوجية                                         | مارتينا بوريكا مارتينا كوبيشيكوفا 6–3 6–1           | ڤيرونيكا دوماجالا كاتارزينا كاوا                   | أولغا بروزدا مارتينا كوبيشيكوفا         | جوليا جاسباري دانكا كوفينتش باربارا سوباسكيفيتش ڤيرونيكا دوماجالا                  |
| 2 أغسطس  | عنتاب، تركيا ملعب صلب $10،000 جدول المباريات الفردية – جدول المباريات الزوجية                                             | بيمرا أوزجن 6–4 6–4                                 | جيد هوبر                                           | باشاك إرايدن ماغالي دي لاتر             | ساندرا زانيوسكا فاطمة النبهاني دانييلا شيفيتي إيزابيلا شنيكوفا                     |
| 2 أغسطس  | عنتاب، تركيا ملعب صلب $10،000 جدول المباريات الفردية – جدول المباريات الزوجية                                             | فاطمة النبهاني ماغالي دي لاتر 6–3 6–2               | جيد هوبر دانييلا شيفيتي                            | باشاك إرايدن ماغالي دي لاتر             | ساندرا زانيوسكا فاطمة النبهاني دانييلا شيفيتي إيزابيلا شنيكوفا                     |
| 2 أغسطس  | ساو باولو، البرازيل ملعب ترابي $10،000 جدول المباريات الفردية – جدول المباريات الزوجية                                    | شانيل سيموندز 6–2 3–6 6–1                           | روكسان فيسمبيرج                                    | فرناندا هرمنغيلدو ناتاليا روسي          | باولا كريستينا غونسالفيس كريستينا أندلوفيتش نيكول روتمان فرناندا فاريا             |
| 2 أغسطس  | ساو باولو، البرازيل ملعب ترابي $10،000 جدول المباريات الفردية – جدول المباريات الزوجية                                    | مونيك ألبوكيرك فرناندا هرمنغيلدو 7–6(5) 6–4         | فرناندا فاريا باولا كريستينا غونسالفيس             | فرناندا هرمنغيلدو ناتاليا روسي          | باولا كريستينا غونسالفيس كريستينا أندلوفيتش نيكول روتمان فرناندا فاريا             |
| 2 أغسطس  | نييغاتا، اليابان Carpet $10،000 جدول المباريات الفردية – جدول المباريات الزوجية                                           | أكي ياماسوتو 6–4 6–7(3) 7–5                         | يورينا كوشينو                                      | يووكي تاناكا كاوري أونيشي               | كي سكين ماري تاناكا كوتومي تاكاهاتا كاناي هيسامي                                   |
| 2 أغسطس  | نييغاتا، اليابان Carpet $10،000 جدول المباريات الفردية – جدول المباريات الزوجية                                           | أكاري إينووي كوتومي تاكاهاتا 6–1 6–4                | ميكي ميامرا أيومي أوكا                             | يووكي تاناكا كاوري أونيشي               | كي سكين ماري تاناكا كوتومي تاكاهاتا كاناي هيسامي                                   |
| 2 أغسطس  | سانتا كروز، بوليفيا ملعب ترابي $10،000 جدول المباريات الفردية – جدول المباريات الزوجية                                    | كاميلا سيلفا 6–1 4–6 6–1                            | ماريا فرناندا ألفاريز تيران                        | دينيز خزانيك تاتيانا بوا                | لوسيانا سارمينتي غوادالوبي بيريز روجاس صوفيا لويني غوادالوبي مورينو                |
| 2 أغسطس  | سانتا كروز، بوليفيا ملعب ترابي $10،000 جدول المباريات الفردية – جدول المباريات الزوجية                                    | كارين كاستيبلانكو استيفانيا دونيت 2–6 6–0 [12–10]   | تاتيانا بوا لوسيانا سارمينتي                       | دينيز خزانيك تاتيانا بوا                | لوسيانا سارمينتي غوادالوبي بيريز روجاس صوفيا لويني غوادالوبي مورينو                |
| 2 أغسطس  | هشينغن، ألمانيا ملعب ترابي $25،000 جدول المباريات الفردية – جدول المباريات الزوجية                                        | ماجدا لينيت 7–5 3–6 6–2                             | سيلفيا سولير إسبينوزا                              | ديا إفتيموفا كاتارزينا بيتر             | إيفا بيرنروفا سارة جرونيرت فلورنسيا مولينيرو أناييس لاوريندون                      |
| 2 أغسطس  | هشينغن، ألمانيا ملعب ترابي $25،000 جدول المباريات الفردية – جدول المباريات الزوجية                                        | ايرينا كاميليا باغو أناييس لاوريندون 6–2 4–6 [10–8] | يوليا شروف إريكا سما                               | ديا إفتيموفا كاتارزينا بيتر             | إيفا بيرنروفا سارة جرونيرت فلورنسيا مولينيرو أناييس لاوريندون                      |
| 9 أغسطس  | فرسمولد، ألمانيا ملعب ترابي $25،000 جدول المباريات الفردية – جدول المباريات الزوجية                                       | ماجدا لينيت 6–2 7–5                                 | ايرينا كاميليا باغو                                | ليتيسيا كوستاس ألكسندرا كرونتش          | رومينا أوبراندي نيكولا جوير جيسيكا مور سارة جرونيرت                                |
| 9 أغسطس  | فرسمولد، ألمانيا ملعب ترابي $25،000 جدول المباريات الفردية – جدول المباريات الزوجية                                       | هانا بيرنروفا إريكا سما 6–3 6–3                     | أمينات كوشكوفا أولغا بانوفا                        | ليتيسيا كوستاس ألكسندرا كرونتش          | رومينا أوبراندي نيكولا جوير جيسيكا مور سارة جرونيرت                                |
| 9 أغسطس  | كوكسيد، بلجيكا ملعب ترابي $25،000 جدول المباريات الفردية – جدول المباريات الزوجية                                         | كاتارزينا بيتر 6–4 6–4                              | كيكي بيرتينس                                       | لارا أروابارينا فيسينو غاربيني موغوروزا | ماريا تيريزا تورو فلور جوليا جاتو مونتيكوني مارتينا كارغارو ميرفانا يوجيتش سالكيتش |
| 9 أغسطس  | كوكسيد، بلجيكا ملعب ترابي $25،000 جدول المباريات الفردية – جدول المباريات الزوجية                                         | نيكول كليريكو جوستين أوزجا 5–7 6–4 [10–6]           | لارا أروابارينا فيسينو ماريا تيريزا تورو فلور      | لارا أروابارينا فيسينو غاربيني موغوروزا | ماريا تيريزا تورو فلور جوليا جاتو مونتيكوني مارتينا كارغارو ميرفانا يوجيتش سالكيتش |
| 9 أغسطس  | ترنافا، سلوفاكيا ملعب ترابي $25،000 جدول المباريات الفردية – جدول المباريات الزوجية                                       | ساندرا زاهلافوفا 2–6 6–3 6–1                        | لينكا جريكوفا                                      | زوزانا زالابسكا إيفا بيرنروفا           | أني ميجاتشيكا ميكايلا بوشابوفا كريستينا بليسكوفا مادلينا غوجنيا                    |
| 9 أغسطس  | ترنافا، سلوفاكيا ملعب ترابي $25،000 جدول المباريات الفردية – جدول المباريات الزوجية                                       | إيفيتا جيرلوفا لوسي كريجسمانوفا 6–2 6–1             | ميكايلا أونتشوفا لينكا وينروفا                     | زوزانا زالابسكا إيفا بيرنروفا           | أني ميجاتشيكا ميكايلا بوشابوفا كريستينا بليسكوفا مادلينا غوجنيا                    |
| 9 أغسطس  | تالين، إستونيا ملعب صلب $25،000 جدول المباريات الفردية – جدول المباريات الزوجية                                           | يلينا بوفينا 6–4 4–1 انسحبت                         | آن كيوثافونج                                       | كريستينا كوكوفا إيما لين                | آنا فيتزباتريك يلينا تشالوفا يوليا بيجيلزيمير إيفا هردينوفا                        |
| 9 أغسطس  | تالين، إستونيا ملعب صلب $25،000 جدول المباريات الفردية – جدول المباريات الزوجية                                           | إيما لين ميلاني ساوث 6–3 6–4                        | لو جنغ جنغ صن شينغ نان                             | كريستينا كوكوفا إيما لين                | آنا فيتزباتريك يلينا تشالوفا يوليا بيجيلزيمير إيفا هردينوفا                        |
| 9 أغسطس  | أونشت، رومانيا ملعب ترابي $10،000 جدول المباريات الفردية – جدول المباريات الزوجية                                         | ميهايلا بوزارنيسكو 6–0 6–1                          | إيونلا-أندريا يوفا                                 | لورا-إيونا اندري رالوكا إلينا بلاتون    | كارينا غويا ألكسندرا داماسكين كاميليا هريستيا زوزانا زلوخوفا                       |
| 9 أغسطس  | أونشت، رومانيا ملعب ترابي $10،000 جدول المباريات الفردية – جدول المباريات الزوجية                                         | لورا-إيونا اندري ميهايلا بوزارنيسكو 7–6(7) 6–2      | كاميليا هريستيا بليانا بافلوا                      | لورا-إيونا اندري رالوكا إلينا بلاتون    | كارينا غويا ألكسندرا داماسكين كاميليا هريستيا زوزانا زلوخوفا                       |
| 9 أغسطس  | إسطنبول، تركيا ملعب صلب $10،000 جدول المباريات الفردية – جدول المباريات الزوجية                                           | بيمرا أوزجن 6–2 5–0 اعتزال                          | ماغالي دي لاتر                                     | إلين باري صوفيا كفاتسابايا              | فاطمة النبهاني ساندرا زانيوسكا إيزابيلا شنيكوفا دانييلا شيفيتي                     |
| 9 أغسطس  | إسطنبول، تركيا ملعب صلب $10،000 جدول المباريات الفردية – جدول المباريات الزوجية                                           | باشاك إرايدن إيزابيلا شنيكوفا 3–6 6–3 [10–4]        | فاطمة النبهاني ماغالي دي لاتر                      | إلين باري صوفيا كفاتسابايا              | فاطمة النبهاني ساندرا زانيوسكا إيزابيلا شنيكوفا دانييلا شيفيتي                     |
| 9 أغسطس  | إيتاباريكا، البرازيل ملعب صلب $10،000 جدول المباريات الفردية – جدول المباريات الزوجية                                     | روكسان فيسمبيرج 7–6(8) 6–3                          | آنا كلارا دوارتي                                   | ناثاليا روسي فرناندا هرمنغيلدو          | نيكول روتمان ميغان فالكون ناثالي كوراتا مونيك ألبوكركي                             |
| 9 أغسطس  | إيتاباريكا، البرازيل ملعب صلب $10،000 جدول المباريات الفردية – جدول المباريات الزوجية                                     | آنا كلارا دوارتي روكسان فيسمبيرج 6–2 6–0            | فرناندا هرمنغيلدو ناثاليا روسي                     | ناثاليا روسي فرناندا هرمنغيلدو          | نيكول روتمان ميغان فالكون ناثالي كوراتا مونيك ألبوكركي                             |
| 9 أغسطس  | قازان، روسيا ملعب صلب $50،000 جدول المباريات الفردية – جدول المباريات الزوجية                                             | آنا لابوشتشينكوفا 6–1 2–6 7–6(4)                    | فيتاليا دياتشينكو                                  | كاترينا كوزلوفا لسيا تسورينكو           | ألكسندرا بانوفا إيكاترينا بيشكوفا كسينيا ألكان ناديجدا غوسكوفا                     |
| 9 أغسطس  | قازان، روسيا ملعب صلب $50،000 جدول المباريات الفردية – جدول المباريات الزوجية                                             | إيكاترينا دزيهاليفيتش لسيا تسورينكو 6–2 6–3         | ألبينا خابيبولينا كسينيا ألكان                     | كاترينا كوزلوفا لسيا تسورينكو           | ألكسندرا بانوفا إيكاترينا بيشكوفا كسينيا ألكان ناديجدا غوسكوفا                     |
| 9 أغسطس  | لوكري، إيطاليا ملعب ترابي $10،000 جدول المباريات الفردية – جدول المباريات الزوجية                                         | فالنتينا سولبيزيو 6–1 6–0                           | ماريا-بيلين كوربالان                               | فيديريكا دي سارا جوليا غاسبارري         | جوليا باسيني فاطمة العلمي إيلينا بيرتوا مورغان بونز                                |
| 9 أغسطس  | لوكري، إيطاليا ملعب ترابي $10،000 جدول المباريات الفردية – جدول المباريات الزوجية                                         | فيديريكا دي سارا فالنتينا سولبيزيو 6–4 6–2          | فيديريكا غراتسيوسو أليس سافوريتي                   | فيديريكا دي سارا جوليا غاسبارري         | جوليا باسيني فاطمة العلمي إيلينا بيرتوا مورغان بونز                                |
| 16 أغسطس | بوخارست، رومانيا ملعب ترابي $10،000 جدول المباريات الفردية – جدول المباريات الزوجية                                       | إنغريد-ألكسندرا رادو 7–5 1–6 6–3                    | ميهايلا بوزارنيسكو                                 | كريستينا ميتو ديانا بوزيان              | أليس تيسيت غالي دي وايل سيمونا يونسكو باتريسيا ماريا تيغ                           |
| 16 أغسطس | بوخارست، رومانيا ملعب ترابي $10،000 جدول المباريات الفردية – جدول المباريات الزوجية                                       | لورا-إيوانا أندري ميهايلا بوزارنيسكو 6–1 6–3        | ديانا بوزيان كاميليا هريستيا                       | كريستينا ميتو ديانا بوزيان              | أليس تيسيت غالي دي وايل سيمونا يونسكو باتريسيا ماريا تيغ                           |
| 16 أغسطس | تشاكوفيتش، كرواتيا ملعب ترابي $10،000 جدول المباريات الفردية – جدول المباريات الزوجية                                     | ناستجا كولار 7–5 6–4                                | باولا سيغوي                                        | زوزانا زلوخوفا لوسيا فرسكوفا            | مارتينا كاشيوتي إندير أكيكي إيفانا كلبيتش فيفيان يوهاتسوفا                         |
| 16 أغسطس | تشاكوفيتش، كرواتيا ملعب ترابي $10،000 جدول المباريات الفردية – جدول المباريات الزوجية                                     | ناستجا كولار بولونا ريبرشاك 6–0 6–1                 | كاتارينا بارانوفا سيمونكا باراجوفا                 | زوزانا زلوخوفا لوسيا فرسكوفا            | مارتينا كاشيوتي إندير أكيكي إيفانا كلبيتش فيفيان يوهاتسوفا                         |
| 16 أغسطس | تودي، إيطاليا ملعب ترابي $10،000 جدول المباريات الفردية – جدول المباريات الزوجية                                          | فيديريكا دي ساررا 6–1 6–3                           | ليزا ماريا رايشمان                                 | أليس بالدوتشي مارينا شامايكو            | مارتينا جليداتشيفا فيديريكا غراتسيوسو ماريا ماسيني ليزا سابينو                     |
| 16 أغسطس | تودي، إيطاليا ملعب ترابي $10،000 جدول المباريات الفردية – جدول المباريات الزوجية                                          | ليزا سابينو ماريا-ليتيزيا زافاجلي 0–6 7–6(4) [10–8] | أليس بالدوتشي فيديريكا غراتسيوسو                   | أليس بالدوتشي مارينا شامايكو            | مارتينا جليداتشيفا فيديريكا غراتسيوسو ماريا ماسيني ليزا سابينو                     |
| 16 أغسطس | إنسبروك، النمسا ملعب ترابي $10،000 جدول المباريات الفردية – جدول المباريات الزوجية                                        | أمرا ساديكوفيتش 6–4 6–2                             | إلين باري                                          | ميريام كازانوفا فالنتاين كونفالونييري   | إيفون نويورث جوستينا ججيولكا فيكتوريا لارير إليكسان ليشيميا                        |
| 16 أغسطس | إنسبروك، النمسا ملعب ترابي $10،000 جدول المباريات الفردية – جدول المباريات الزوجية                                        | فيكتوريا لارير إليكسان ليشيميا Walkover             | زينيا كنول أمرا ساديكوفيتش                         | ميريام كازانوفا فالنتاين كونفالونييري   | إيفون نويورث جوستينا ججيولكا فيكتوريا لارير إليكسان ليشيميا                        |
| 16 أغسطس | إيتاباريكا، البرازيل ملعب ترابي $10،000 جدول المباريات الفردية – جدول المباريات الزوجية                                   | فرناندا هرمنغيلدو 6–1 6–7(5) 6–3                    | روكسان فيسمبيرج                                    | ميجان فالكون ناتاشا لوتوفو              | مونيك ألبوكيرك ناتالي كوراتا ناتاليا روسي نيكول روتمان                             |
| 16 أغسطس | إيتاباريكا، البرازيل ملعب ترابي $10،000 جدول المباريات الفردية – جدول المباريات الزوجية                                   | ناتاشا لوتوفو روكسان فيسمبيرج 6–1 6–2               | جوليانا باربوسا باسيلار بياتريز ماريا مارتنز سكاتو | ميجان فالكون ناتاشا لوتوفو              | مونيك ألبوكيرك ناتالي كوراتا ناتاليا روسي نيكول روتمان                             |
| 16 أغسطس | ويستنده، بلجيكا ملعب صلب $10،000 جدول المباريات الفردية – جدول المباريات الزوجية                                          | جوانا كونتا 6–1 6–0                                 | نيكي فان دايك                                      | أليسون فان يوتفانخ داريا يوراك          | كيرين ليموين أودري برغوت بيمرا أوزجن إيرينا خروماتشيفا                             |
| 16 أغسطس | ويستنده، بلجيكا ملعب صلب $10،000 جدول المباريات الفردية – جدول المباريات الزوجية                                          | كيرين ليموين ديمي شورس 3–6 6–4 [10–4]               | إيرينا خروماتشيفا أليسون فان يوتفانخ               | أليسون فان يوتفانخ داريا يوراك          | كيرين ليموين أودري برغوت بيمرا أوزجن إيرينا خروماتشيفا                             |
| 16 أغسطس | أولوموتس، جمهورية التشيك ملعب ترابي $25،000 جدول المباريات الفردية – جدول المباريات الزوجية                               | باتريشيا ماير 6–2 6–4                               | جوليا ماير                                         | أندريا كليباك ميكايلا بوشابوفا          | صن شينغنان ناستازيا بورنيت ألكسندرا كرونتش لو جينغ جينغ                            |
| 16 أغسطس | أولوموتس، جمهورية التشيك ملعب ترابي $25،000 جدول المباريات الفردية – جدول المباريات الزوجية                               | ساندرا كليمينشيتس باتريشيا ماير 6–3 6–1             | إيفيتا جرلوفا لوتشيا كريجسمانوفا                   | أندريا كليباك ميكايلا بوشابوفا          | صن شينغنان ناستازيا بورنيت ألكسندرا كرونتش لو جينغ جينغ                            |
| 16 أغسطس | فالشتيت، ألمانيا ملعب ترابي $10،000 جدول المباريات الفردية – جدول المباريات الزوجية                                       | باربرا سوباشكيفيتش 6–0، 7–6(8–6)                    | كورينا بيركوفيتش                                   | إلودي روج-ديتريش أولغا بروزدا           | كارينا ويثوفت أمينات كوشخوفا إيزابيلا شنيكوفا آنا كلاسِن                            |
| 16 أغسطس | فالشتيت، ألمانيا ملعب ترابي $10،000 جدول المباريات الفردية – جدول المباريات الزوجية                                       | أولغا بروزدا ناتاليا كولات 3–6 6–3 [10–8]           | مارسيلا كويك بيرنيس فان دي فيلدي                   | إلودي روج-ديتريش أولغا بروزدا           | كارينا ويثوفت أمينات كوشخوفا إيزابيلا شنيكوفا آنا كلاسِن                            |
| 16 أغسطس | سانت بطرسبرغ، روسيا ملعب ترابي $10،000 جدول المباريات الفردية – جدول المباريات الزوجية                                    | نادجدا جوسكوفا 6–2 7–6(5)                           | آنا أرينا مارينكو                                  | داريا كوتشيمينا داريا ميرونوفا          | ألكساندرا أرتامونوفا آنا رابوبورت فيكتوريا كامينسكايا إليزافيتا يانشوك             |
| 16 أغسطس | سانت بطرسبرغ، روسيا ملعب ترابي $10،000 جدول المباريات الفردية – جدول المباريات الزوجية                                    | يوجينيا باشكوفا ماريا زاركوفا 6–4 5–7 [11–9]        | فالنتينا إيفاخنينكو ماريا مالخاسيان                | داريا كوتشيمينا داريا ميرونوفا          | ألكساندرا أرتامونوفا آنا رابوبورت فيكتوريا كامينسكايا إليزافيتا يانشوك             |
| 23 أغسطس | 2010 إمبليم هيلث برونكس أوپن برونكس، الولايات المتحدة ملعب صلب $100،000+H جدول المباريات الفردية – جدول المباريات الزوجية | آنا تشاكفيتادزه 4–6 6–2 6–2                         | صوفيا أرفيدسون                                     | إيكاترينا ماكاروفا كلارا زاكوبالوفا     | أناستازيا سيفاستوفا أنجليك كيربر باربورا زاهلافوفا-ستريكوفا لوسي هراديكا           |
| 23 أغسطس | 2010 إمبليم هيلث برونكس أوپن برونكس، الولايات المتحدة ملعب صلب $100،000+H جدول المباريات الفردية – جدول المباريات الزوجية | كريستينا بارويس إيفون موسبرغر 1–6 6–4 [15–13]       | ناتالي غراندين أبيغيل سبيرز                        | إيكاترينا ماكاروفا كلارا زاكوبالوفا     | أناستازيا سيفاستوفا أنجليك كيربر باربورا زاهلافوفا-ستريكوفا لوسي هراديكا           |
| 23 أغسطس | براونشفايغ (مدينة)، ألمانيا ملعب ترابي $10،000 جدول المباريات الفردية – جدول المباريات الزوجية                            | سكارليت ويرنر 6–3 6–0                               | أمينات كوشخوفا                                     | كارينا ويثوفت لينا-ماري هوفمان          | مارسلا كوك كارين باربات كورينا بيركوفيتش ألكسندرا كيسل                             |
| 23 أغسطس | براونشفايغ (مدينة)، ألمانيا ملعب ترابي $10،000 جدول المباريات الفردية – جدول المباريات الزوجية                            | أمينات كوشخوفا أولغا بانوفا 6–3 6–0                 | أنطونيا لوتنير يانا نابل                           | كارينا ويثوفت لينا-ماري هوفمان          | مارسلا كوك كارين باربات كورينا بيركوفيتش ألكسندرا كيسل                             |
| 23 أغسطس | وانفورسي-باولي، بلجيكا ملعب ترابي $10،000 جدول المباريات الفردية – جدول المباريات الزوجية                                 | أناليزا بونا 6–0 6–1                                | نيكي فان ديك                                       | ديانا بوزيان أليز ليم                   | بيانكا كوش إيرينا رامياليسون مارتينا جليداتشيفا غالي دي وايل                       |
| 23 أغسطس | وانفورسي-باولي، بلجيكا ملعب ترابي $10،000 جدول المباريات الفردية – جدول المباريات الزوجية                                 | ديانا بوزيان أليز ليم 6–0 6–3                       | غالي دي وايل فاطمة العلمي                          | ديانا بوزيان أليز ليم                   | بيانكا كوش إيرينا رامياليسون مارتينا جليداتشيفا غالي دي وايل                       |
| 23 أغسطس | بيرتشاخ، النمسا ملعب ترابي $10،000 جدول المباريات الفردية – جدول المباريات الزوجية                                        | جوليا ماير 6–3 6–1                                  | إيفلين ماير                                        | ناتاشا زوريتش فيفيان فييرين             | آنه شيفر مارتينا بارميجياني مارلينا متزينجر جانينا تولين                           |
| 23 أغسطس | بيرتشاخ، النمسا ملعب ترابي $10،000 جدول المباريات الفردية – جدول المباريات الزوجية                                        | إيفلين ماير جوليا ماير 6–4 6–1                      | داليلا ياكوبيفيتش فيفيان فييرين                    | ناتاشا زوريتش فيفيان فييرين             | آنه شيفر مارتينا بارميجياني مارلينا متزينجر جانينا تولين                           |
| 23 أغسطس | أنسخديه، هولندا ملعب ترابي $10،000 جدول المباريات الفردية – جدول المباريات الزوجية                                        | بيبيان ويجيرس 6–1 6–2                               | نيكولا جوير                                        | ليسان فان ريت كاترينا براون             | ناتاليا كولات أفجوستا تسيبيشيفا مارينا ميلنيكوفا سابين فان دير سار                 |
| 23 أغسطس | أنسخديه، هولندا ملعب ترابي $10،000 جدول المباريات الفردية – جدول المباريات الزوجية                                        | أولغا بروزدا ناتاليا كولات 6–1 6–3                  | كارولين دانيلز يوريا فاشاتزيك                      | ليسان فان ريت كاترينا براون             | ناتاليا كولات أفجوستا تسيبيشيفا مارينا ميلنيكوفا سابين فان دير سار                 |
| 23 أغسطس | فينكوفسي، كرواتيا ملعب ترابي $10،000 جدول المباريات الفردية – جدول المباريات الزوجية                                      | ريكا-لوسا ياني 6–2 6–4                              | زوزانا لينهوفا                                     | كوني بيرين رالوكا إلينا بلاتون          | إنديري أكيكي سوفيا سوزاني بولونا ريبرشاك كسينيا جوسبودينوفا                        |
| 23 أغسطس | فينكوفسي، كرواتيا ملعب ترابي $10،000 جدول المباريات الفردية – جدول المباريات الزوجية                                      | ريكا-لوسا ياني رالوكا إلينا بلاتون 6–3 6–0          | إنديري أكيكي زوزانا لينهوفا                        | كوني بيرين رالوكا إلينا بلاتون          | إنديري أكيكي سوفيا سوزاني بولونا ريبرشاك كسينيا جوسبودينوفا                        |
| 23 أغسطس | براغ، جمهورية التشيك ملعب ترابي $10،000 جدول المباريات الفردية – جدول المباريات الزوجية                                   | ميكايلا بوشابوفا 7–5 7–5                            | لوسي كريغسمانوفا                                   | مونيكا توفا يانا ياندوفا                | بترا روهانوفا تيريزا هلاديكوفا دينيزا أليرتوفا مارتينا بوريتسكا                    |
| 23 أغسطس | براغ، جمهورية التشيك ملعب ترابي $10،000 جدول المباريات الفردية – جدول المباريات الزوجية                                   | ايفيتا جيرلوفا لوسي كريغسمانوفا 6–1 6–3             | زوزانا لوكناروفا كارين مورغوسوفا                   | مونيكا توفا يانا ياندوفا                | بترا روهانوفا تيريزا هلاديكوفا دينيزا أليرتوفا مارتينا بوريتسكا                    |
| 23 أغسطس | دوبوي، البوسنة والهرسك ملعب ترابي $10،000 جدول المباريات الفردية – جدول المباريات الزوجية                                 | زوزانا زلوخوفا 7–6(4) 7–5                           | جاسمينا كاجتازوفيتش                                | نيكول كليريكو باتريشيا كيريا            | كاميليا هريستا داليا زافيروفا ناديجدا فاسيليفا آنا زيا                             |
| 23 أغسطس | دوبوي، البوسنة والهرسك ملعب ترابي $10،000 جدول المباريات الفردية – جدول المباريات الزوجية                                 | جاسمينا كاجتازوفيتش زوزانا زلوشوفا 6–1 6–2          | ألكسندرا داماسشين آنا زيا                          | نيكول كليريكو باتريشيا كيريا            | كاميليا هريستا داليا زافيروفا ناديجدا فاسيليفا آنا زيا                             |
| 23 أغسطس | سايتاما، اليابان ملعب صلب $10،000 جدول المباريات الفردية – جدول المباريات الزوجية                                         | شو وين-هسين 6–1 1–6 6–3                             | دوان ينغينغ                                        | أكيكو يونيمورا إريكا تاكاو              | كوميكو إيجيما أكاري إينو وانغ كيانغ ميابي إينو                                     |
| 23 أغسطس | سايتاما، اليابان ملعب صلب $10،000 جدول المباريات الفردية – جدول المباريات الزوجية                                         | أكاري إينو كوتومي تاكاتا 6–3 6–3                    | كوميكو إيجيما أكيكو يونيمورا                       | أكيكو يونيمورا إريكا تاكاو              | كوميكو إيجيما أكاري إينو وانغ كيانغ ميابي إينو                                     |
| 23 أغسطس | بوينس آيرس، الأرجنتين ملعب ترابي $10،000 جدول المباريات الفردية – جدول المباريات الزوجية                                  | ميلين أرويو 6–2 7–5                                 | فينيسا فورلانيتو                                   | تاتيانا بوا كارلا لوسيرو                | دانييلا سيغيل كارولينا نواك إيزابيلا روبياني أرانزا سالو                           |
| 23 أغسطس | بوينس آيرس، الأرجنتين ملعب ترابي $10،000 جدول المباريات الفردية – جدول المباريات الزوجية                                  | ميلين أرويو كارين كاستيبلانكو 7–5 6–0               | إستيفانيا دونيت كارلا لوسيرو                       | تاتيانا بوا كارلا لوسيرو                | دانييلا سيغيل كارولينا نواك إيزابيلا روبياني أرانزا سالو                           |
| 23 أغسطس | ولاية سان لويس بوتوسي، المكسيك ملعب صلب $10،000 جدول المباريات الفردية – جدول المباريات الزوجية                           | ماكال هاركينز 6–1 6–4                               | ساشا خبيبوالينا                                    | ستايسي تان كارولينا بيتانكورت           | مارسيلا زكرياس نيكول روتمان نيدا كوزيتش نازاري أوربينا                             |
| 23 أغسطس | ولاية سان لويس بوتوسي، المكسيك ملعب صلب $10،000 جدول المباريات الفردية – جدول المباريات الزوجية                           | ماكال هاركينز نيكول روتمان 6–1 6–4                  | أندريا بينيتيز ناديا إشيفيريا عالم                 | ستايسي تان كارولينا بيتانكورت           | مارسيلا زكرياس نيكول روتمان نيدا كوزيتش نازاري أوربينا                             |
| 30 أغسطس | تسوكوبا، إيباري، اليابان ملعب صلب $25،000 جدول المباريات الفردية – جدول المباريات الزوجية                                 | نوبون ليرتشيواكارن 6–4 6–1                          | شيهو أكيتا                                         | لي يي را ساتشي إيشيزو                   | دوان ينغينغ إريكا سما لو جيا-جينغ نودنيدا لوانجنام                                 |
| 30 أغسطس | تسوكوبا، إيباري، اليابان ملعب صلب $25،000 جدول المباريات الفردية – جدول المباريات الزوجية                                 | كوميكو إيجيما أكيكو يونيمورا 4–6 7–6(6) [10–7]      | تشان تشين وي تشن يي                                | لي يي را ساتشي إيشيزو                   | دوان ينغينغ إريكا سما لو جيا-جينغ نودنيدا لوانجنام                                 |
| 30 أغسطس | غليفيتسه، بولندا ملعب ترابي $10،000 جدول المباريات الفردية – جدول المباريات الزوجية                                       | باولا كانيا 7–6(2) 3–6 7–5                          | آنا كورزينياك                                      | كاتارزينا كاوا جوستينا ججيولكا          | باربرا سواباسكيفيتش آنا رابوبورت أناستاسيا موخامتوفا كارولينا كوسينسكا             |
| 30 أغسطس | غليفيتسه، بولندا ملعب ترابي $10،000 جدول المباريات الفردية – جدول المباريات الزوجية                                       | جوستينا ججيولكا كاتارزينا كاوا 6–2 7–6(4)           | أولغا بروزدا فيرونيكا دوماغالا                     | كاتارزينا كاوا جوستينا ججيولكا          | باربرا سواباسكيفيتش آنا رابوبورت أناستاسيا موخامتوفا كارولينا كوسينسكا             |
| 30 أغسطس | مويروسا، إسبانيا ملعب صلب $10،000 جدول المباريات الفردية – جدول المباريات الزوجية                                         | إستريلا كابيزا كانديلا 6–2 6–4                      | يفغينيا كريفوروتشكو                                | مارتا سيروتكينا كيرين شلومو             | إيفون كافالي-ريمرز بيلار دومينجيز لوبيز أولغا بانوفا ألريكك إيكري                  |
| 30 أغسطس | مويروسا، إسبانيا ملعب صلب $10،000 جدول المباريات الفردية – جدول المباريات الزوجية                                         | يفجينا كريفوروتشكو نادية لالامي 6–3 5–7 [10–8]      | أمينات كوشخوفا أولغا بانوفا                        | مارتا سيروتكينا كيرين شلومو             | إيفون كافالي-ريمرز بيلار دومينجيز لوبيز أولغا بانوفا ألريكك إيكري                  |
| 30 أغسطس | باسانو دل غرابا، إيطاليا ملعب ترابي $10،000 جدول المباريات الفردية – جدول المباريات الزوجية                               | بولا سيغوي 6–4 6–1                                  | تينا شيتشتل                                        | جويا باربييري أليس موروني               | آنا ريموندينا مارينا شامايكو جوليا جابا كليلملينا                                  |
| 30 أغسطس | باسانو دل غرابا، إيطاليا ملعب ترابي $10،000 جدول المباريات الفردية – جدول المباريات الزوجية                               | فيديريكا غراتسيوسو فيفيان فييرين 6–1 6–3            | جوليا جاسباري فيرديانا فيراردي                     | جويا باربييري أليس موروني               | آنا ريموندينا مارينا شامايكو جوليا جابا كليلملينا                                  |
| 30 أغسطس | ميدلبورخ، هولندا ملعب ترابي $10،000 جدول المباريات الفردية – جدول المباريات الزوجية                                       | أنجيليك فان دير ميت 6–1 6–3                         | ليزلي كيرخوف                                       | سابين فان دير سار دانييل هارمسن         | أوشيان آدم فاطمة العلمي آنا برازنيكوفا بيرنيس فان دي فيلدي                         |
| 30 أغسطس | ميدلبورخ، هولندا ملعب ترابي $10،000 جدول المباريات الفردية – جدول المباريات الزوجية                                       | كيرين ليموين سابين فان دير سار 6–1 6–0              | بيرنيس فان دي فيلدي أنجيليك فان دير ميت            | سابين فان دير سار دانييل هارمسن         | أوشيان آدم فاطمة العلمي آنا برازنيكوفا بيرنيس فان دي فيلدي                         |
| 30 أغسطس | باليش، رومانيا ملعب ترابي $10،000 جدول المباريات الفردية – جدول المباريات الزوجية                                         | ميهايلا بوزارنيسكو 6–3 6–2                          | ألكسندرا كادانتسو                                  | مارتينا جليداتشيفا ديانا بوزيان         | فالنتينا سولبيزيو سابينا لوبو إنجريد-ألكسندرا رادو أيونيلا-أندرييا يوفا            |
| 30 أغسطس | باليش، رومانيا ملعب ترابي $10،000 جدول المباريات الفردية – جدول المباريات الزوجية                                         | ألكسندرا كادانتسو ألكسندرا داماشين 6–3 7–5          | مارتينا جليداتشيفا فالنتينا سولبيزيو               | مارتينا جليداتشيفا ديانا بوزيان         | فالنتينا سولبيزيو سابينا لوبو إنجريد-ألكسندرا رادو أيونيلا-أندرييا يوفا            |
| 30 أغسطس | أوسييك، كرواتيا ملعب ترابي $10،000 جدول المباريات الفردية – جدول المباريات الزوجية                                        | كوني بيرين 7–6(10) 4–6 6–1                          | ريكا-لوكا ياني                                     | كلوديا بوتسوفا دونيا شنكيتش             | سوفيا سوزاني ناتاشا زوريتش كاترينا ماراتشكوفا أماندين هيس                          |
| 30 أغسطس | أوسييك، كرواتيا ملعب ترابي $10،000 جدول المباريات الفردية – جدول المباريات الزوجية                                        | ريكا-لوسا ياني مارتينا كوبيشيكوفا 6–1 6–1           | بيترا شونيتش ناتاشا زوريتش                         | كلوديا بوتسوفا دونيا شنكيتش             | سوفيا سوزاني ناتاشا زوريتش كاترينا ماراتشكوفا أماندين هيس                          |
| 30 أغسطس | بريتشكو، البوسنة والهرسك ملعب ترابي $10،000 جدول المباريات الفردية – جدول المباريات الزوجية                               | زوزانا زلوخوفا 6–4 6–4                              | زوزانا لينهوفا                                     | إما برجيتش بوكو يانا بوتشينا            | جاسمينا كاجتازوفيتش بيانكا كوك ديانا مارسنكفيتشا تشيلا أرجيلان                     |
| 30 أغسطس | بريتشكو، البوسنة والهرسك ملعب ترابي $10،000 جدول المباريات الفردية – جدول المباريات الزوجية                               | إما برجيتش بوكو جاسمينا كاجتازوفيتش 6–3 6–3         | باتريسيا شيريا مارجاريتا لازاريفا                  | إما برجيتش بوكو يانا بوتشينا            | جاسمينا كاجتازوفيتش بيانكا كوك ديانا مارسنكفيتشا تشيلا أرجيلان                     |
| 30 أغسطس | إسطنبول، تركيا ملعب صلب $10،000 جدول المباريات الفردية – جدول المباريات الزوجية                                           | أناليزا بونا 6–2 6–2                                | لورا-يوانا أندريي                                  | باشاك إرايدن جانينا تولين               | كسينيا ألكان Jasmin Steinherr جيد هوبر مالو إجديسجارد                              |
| 30 أغسطس | إسطنبول، تركيا ملعب صلب $10،000 جدول المباريات الفردية – جدول المباريات الزوجية                                           | مالو إجديسجارد كسينيا ألكان 6–4 6–4                 | Gally De Wael جانينا تولين                         | باشاك إرايدن جانينا تولين               | كسينيا ألكان Jasmin Steinherr جيد هوبر مالو إجديسجارد                              |
| 30 أغسطس | سانتا في، الأرجنتين ملعب ترابي $10،000 جدول المباريات الفردية – جدول المباريات الزوجية                                    | كاميلا سيلفا 1–6 6–3 7–6(7)                         | فينيسا فورلانيتو                                   | أرانزا سالو Estefania Donnet            | Nataly Yoo تاتيانا بوا Lucía Jara-Lozano Carla Lucero                              |
| 30 أغسطس | سانتا في، الأرجنتين ملعب ترابي $10،000 جدول المباريات الفردية – جدول المباريات الزوجية                                    | كارين كاستيبلانكو كاميلا سيلفا 4–6 6–3 [10–6]       | تاتيانا بوا أرانزا سالو                            | أرانزا سالو Estefania Donnet            | Nataly Yoo تاتيانا بوا Lucía Jara-Lozano Carla Lucero                              |

## سبتمبر
| الأسبوع   | البطولة | الفائزات                                               | الوصيفات                                    | المتأهلات لنصف النهائي                | المتأهلات لربع النهائي                                                          |
| --------- | --- | ------------------------------------------------------ | ------------------------------------------- | ------------------------------------- | ------------------------------------------------------------------------------- |
| 6 سبتمبر  | بييلا، إيطاليا ملعب ترابي 100،000 دولار جدول المباريات الفردية – جدول المباريات الزوجية                                                    | ريناتا فوراكوفا 6–4 6–2                                | سوزانا أوندراسكوفا                          | تاتيانا مالك ساندرا زاهلافوفا         | لورا بوس تيو ماتيلد يوهانسون لورا ثورب تاتيانا جاربين                           |
| 6 سبتمبر  | بييلا، إيطاليا ملعب ترابي 100،000 دولار جدول المباريات الفردية – جدول المباريات الزوجية                                                    | ماريا كوريتسيفا إيوانا رالوكا أولارو 7–5 6–4           | أندريا كليباك أوريلي فيدي                   | تاتيانا مالك ساندرا زاهلافوفا         | لورا بوس تيو ماتيلد يوهانسون لورا ثورب تاتيانا جاربين                           |
| 6 سبتمبر  | 2010 أوبن جي دي أف سويز دي لا بورت دو هينو دينين، فرنسا ملعب ترابي 25،000 دولار جدول المباريات الفردية – جدول المباريات الزوجية            | أناييس لاوريندون 6–3 7–5                               | ستيفاني كوهين ألورو                         | جوليا جاتو مونتيكوني ناديجدا جوسكوفا  | فاليري فيرهايمي إليتسا كوستوفا لارا أروابارينا فيسينو نانولي بيبيا              |
| 6 سبتمبر  | 2010 أوبن جي دي أف سويز دي لا بورت دو هينو دينين، فرنسا ملعب ترابي 25،000 دولار جدول المباريات الفردية – جدول المباريات الزوجية            | ناديجدا جوسكوفا مارينا زانيفسكا 6–2 6–0                | إيفلين ماير جوليا ماير                      | جوليا جاتو مونتيكوني ناديجدا جوسكوفا  | فاليري فيرهايمي إليتسا كوستوفا لارا أروابارينا فيسينو نانولي بيبيا              |
| 6 سبتمبر  | 2010 تيان الدولية ألفن آن دن راين، هولندا ملعب ترابي 25،000 دولار جدول المباريات الفردية – جدول المباريات الزوجية                          | يوليا شروف 6–0 6–3                                     | إيرينا بافلوفيتش                            | أرانتشا روس فاليريا سولوفيفا          | يوليا بيجيلزيمير أنجيليك فان دير ميت إستريلا كابيزا كانديلا تادجا ماجريتش       |
| 6 سبتمبر  | 2010 تيان الدولية ألفن آن دن راين، هولندا ملعب ترابي 25،000 دولار جدول المباريات الفردية – جدول المباريات الزوجية                          | دانييل هارمسن بيبيان ويجيرس 6–3 6–2                    | كسينيا ليكينا إيرينا بافلوفيتش              | أرانتشا روس فاليريا سولوفيفا          | يوليا بيجيلزيمير أنجيليك فان دير ميت إستريلا كابيزا كانديلا تادجا ماجريتش       |
| 6 سبتمبر  | كاتوفيتسه، بولندا ملعب ترابي 25،000 دولار جدول المباريات الفردية – جدول المباريات الزوجية                                                  | ماجدا لينيت 3–6 6–2 6–2                                | إيفا بيرنروفا                               | أوكسانا كالاشنيكوفا أوكسانا ليوبتسوفا | بولا كانيا آنا كورزينياك كريستينا كوكوفا لينكا وينروفا                          |
| 6 سبتمبر  | كاتوفيتسه، بولندا ملعب ترابي 25،000 دولار جدول المباريات الفردية – جدول المباريات الزوجية                                                  | أولغا بروزدا ناتاليا كولات 6–3 6–3                     | كاتارزينا بيتر باربرا سوباسكيفيتش           | أوكسانا كالاشنيكوفا أوكسانا ليوبتسوفا | بولا كانيا آنا كورزينياك كريستينا كوكوفا لينكا وينروفا                          |
| 6 سبتمبر  | كازالي مونفيراتو، إيطاليا ملعب ترابي $10،000 جدول المباريات الفردية – جدول المباريات الزوجية                                               | فيديريكا دي سارا 6–3 6–4                               | إيريكا زانكيتا                              | جوليا غابا فيفيان فييرين              | فالنتين كونفالونييري ستيفانيا تشيبا كيارا ميندو جويا باربييري                   |
| 6 سبتمبر  | كازالي مونفيراتو، إيطاليا ملعب ترابي $10،000 جدول المباريات الفردية – جدول المباريات الزوجية                                               | فيديريكا دي سارا جوليا غابا 6–2 6–2                    | فيديريكا غراتسيوسو فيفيان فييرين            | جوليا غابا فيفيان فييرين              | فالنتين كونفالونييري ستيفانيا تشيبا كيارا ميندو جويا باربييري                   |
| 6 سبتمبر  | سراييفو، البوسنة والهرسك ملعب ترابي $10،000 جدول المباريات الفردية – جدول المباريات الزوجية                                                | أني ميجاتشيكا 6–1 6–2                                  | فيكتوريا توموفا                             | يانا بوتشينا كلوديا أنطونيا إيناكه    | إيما فلود داليا زافيروفا زوزانا زلوخوفا بلانكا سافاي                            |
| 6 سبتمبر  | سراييفو، البوسنة والهرسك ملعب ترابي $10،000 جدول المباريات الفردية – جدول المباريات الزوجية                                                | يانا بوتشينا بولينا روديونوفا 7–6(5) 2–6 [10–5]        | ماتيا تشوتورا أني ميجاتشيكا                 | يانا بوتشينا كلوديا أنطونيا إيناكه    | إيما فلود داليا زافيروفا زوزانا زلوخوفا بلانكا سافاي                            |
| 6 سبتمبر  | مدريد، إسبانيا ملعب صلب $10،000 جدول المباريات الفردية – جدول المباريات الزوجية                                                            | مارتا سيروتكينا 4–6 6–4 6–4                            | نايومي برودي                                | أليس سافورتي إميلي ويبلي سميث         | إيفون كافالي-ريمرز روكيو دي لا توري-سانشيز كارمن لوبيز رويدا زيمينا هيرموسو     |
| 6 سبتمبر  | مدريد، إسبانيا ملعب صلب $10،000 جدول المباريات الفردية – جدول المباريات الزوجية                                                            | نايومي برودي إميلي ويبلي سميث 6–2 6–3                  | جينيفر رين مارتا سيروتكينا                  | أليس سافورتي إميلي ويبلي سميث         | إيفون كافالي-ريمرز روكيو دي لا توري-سانشيز كارمن لوبيز رويدا زيمينا هيرموسو     |
| 6 سبتمبر  | لاريسا، اليونان ملعب صلب $10،000 جدول المباريات الفردية – جدول المباريات الزوجية                                                           | ألكسندرا أرتامونوفا 4–6 6–2 7–5                        | عفري لانكري                                 | جالي دي وايل فلادا إكشيباروفا         | كيرين شلومو آنا فيتزباتريك كلوديا دوميتريسكو سامانثا باورز                      |
| 6 سبتمبر  | لاريسا، اليونان ملعب صلب $10،000 جدول المباريات الفردية – جدول المباريات الزوجية                                                           | ألكساندرا أرتامونوفا ديانا مارسنكفيتشا 6–1 6–1         | كلوديا دوميتريسكو ديانا إسيفا               | جالي دي وايل فلادا إكشيباروفا         | كيرين شلومو آنا فيتزباتريك كلوديا دوميتريسكو سامانثا باورز                      |
| 6 سبتمبر  | نوتو، اليابان سجاد $25،000 جدول المباريات الفردية – جدول المباريات الزوجية                                                                 | تامارين تاناسوجارن 7–5 6–2                             | نودنيدا لوانجنام                            | أكاري إنوي وانغ كيانغ                 | هسو وين-هسن كازوسا إيتو شيهو هيساماتسو شاكو أوياما                              |
| 6 سبتمبر  | نوتو، اليابان سجاد $25،000 جدول المباريات الفردية – جدول المباريات الزوجية                                                                 | ريكا فوجيوارا تامارين تاناسوجارن 6–3 6–3               | شاكو أوياما أكاري إنوي                      | أكاري إنوي وانغ كيانغ                 | هسو وين-هسن كازوسا إيتو شيهو هيساماتسو شاكو أوياما                              |
| 6 سبتمبر  | كيرنز (ولاية كوينزلاند)، أستراليا ملعب صلب $25،000 جدول المباريات الفردية – جدول المباريات الزوجية                                         | آنا كلارا دوارتي 6–3 3–6 6–2                           | نوبون ليرتشيواكارن                          | تامي باترسون ميلاني ساوث              | ساشا جونز هان سونغ هي أوليفيا روجوفسكا أزرا هاجيتش                              |
| 6 سبتمبر  | كيرنز (ولاية كوينزلاند)، أستراليا ملعب صلب $25،000 جدول المباريات الفردية – جدول المباريات الزوجية                                         | تامي باترسون أوليفيا روجوفسكا 6–3 7–6(3)               | تايرا كالدروود نوبون ليرتشيواكارن           | تامي باترسون ميلاني ساوث              | ساشا جونز هان سونغ هي أوليفيا روجوفسكا أزرا هاجيتش                              |
| 6 سبتمبر  | بوينس آيرس، الأرجنتين ملعب ترابي $10،000 جدول المباريات الفردية – جدول المباريات الزوجية                                                   | فينيسا فورلانيتو 6–3 6–2                               | كارلا لوسيرو                                | كارين كاستيبلانكو تيليانا بيريرا      | كارولينا زيبالوس كارولينا نواك كاميلا سيلفا صوفيا لوييني                        |
| 6 سبتمبر  | بوينس آيرس، الأرجنتين ملعب ترابي $10،000 جدول المباريات الفردية – جدول المباريات الزوجية                                                   | لوسيانا سارمنتي إميليا يوريو 7–5 6–1                   | فلورنسيا دي بيازي فيرونيكا شبيجل            | كارين كاستيبلانكو تيليانا بيريرا      | كارولينا زيبالوس كارولينا نواك كاميلا سيلفا صوفيا لوييني                        |
| 13 سبتمبر | صوفيا، بلغاريا ملعب ترابي $100،000 جدول المباريات الفردية – جدول المباريات الزوجية                                                         | ماتيلد يوهانسون 6–4 3–1 انسحبت                         | كارلا سواريز نافارو                         | أليز كورنيه تاتيانا جاربين            | ماشا زيك بشكيريتش إيفون ميوسبرجر بترا مارتيتش إيليني دانيليدو                   |
| 13 سبتمبر | صوفيا، بلغاريا ملعب ترابي $100،000 جدول المباريات الفردية – جدول المباريات الزوجية                                                         | إيليني دانيليدو جازمين ووهر 6–3 6–4                    | ساندرا كليمينشيتس تاتيانا مالك              | أليز كورنيه تاتيانا جاربين            | ماشا زيك بشكيريتش إيفون ميوسبرجر بترا مارتيتش إيليني دانيليدو                   |
| 13 سبتمبر | زغرب، كرواتيا ملعب ترابي $25،000 جدول المباريات الفردية – جدول المباريات الزوجية                                                           | ريناتا فوراكوفا 6–1 4–6 6–4                            | ماجدا لينيت                                 | كلوديا بوتسوفا آنا فرلجيتش            | أني ميجاتشيكا كريستينا كوكوفا أناييس لاوريندون ديا إفتيموفا                     |
| 13 سبتمبر | زغرب، كرواتيا ملعب ترابي $25،000 جدول المباريات الفردية – جدول المباريات الزوجية                                                           | ميلين أرويو ناتاشا زوريتش 7–5 5–7 [14–12]              | أني ميجاتشيكا آنا فرلجيتش                   | كلوديا بوتسوفا آنا فرلجيتش            | أني ميجاتشيكا كريستينا كوكوفا أناييس لاوريندون ديا إفتيموفا                     |
| 13 سبتمبر | بودغوريتسا، مونتينيغرو ملعب ترابي $25،000 جدول المباريات الفردية – جدول المباريات الزوجية                                                  | ايرينا كاميليا باغو 6–1 6–1                            | أناليزا بونا                                | يوليا بيجيلزيمير أودري برغوت          | ميهايلا بوزارنيسكو مارينا زانيفسكا تادجا ماجريتش لينكا وينروفا                  |
| 13 سبتمبر | بودغوريتسا، مونتينيغرو ملعب ترابي $25،000 جدول المباريات الفردية – جدول المباريات الزوجية                                                  | ايرينا كاميليا باغو ميهايلا بوزارنيسكو 5–7 7–5 [12–10] | فاليريا سولوفييفا مارينا زانيفسكا           | يوليا بيجيلزيمير أودري برغوت          | ميهايلا بوزارنيسكو مارينا زانيفسكا تادجا ماجريتش لينكا وينروفا                  |
| 13 سبتمبر | ميتيليني، اليونان ملعب صلب $10،000 جدول المباريات الفردية – جدول المباريات الزوجية                                                         | ديسبينا باباميتشايل 3–6 6–3 7–5                        | آنا زيا                                     | فلادا إكشيباروفا ديانا أروتيونوفا     | كيرين شلومو ياسمين ستينهير ديانا إيسايفا سامانثا باورز                          |
| 13 سبتمبر | ميتيليني، اليونان ملعب صلب $10،000 جدول المباريات الفردية – جدول المباريات الزوجية                                                         | خن أستروغو كيرين شلومو 6–1 6–3                         | باشاك إرايدن ديانا إيسايفا                  | فلادا إكشيباروفا ديانا أروتيونوفا     | كيرين شلومو ياسمين ستينهير ديانا إيسايفا سامانثا باورز                          |
| 13 سبتمبر | لاردة، إسبانيا ملعب ترابي $10،000 جدول المباريات الفردية – جدول المباريات الزوجية                                                          | إليكساني ليشيميا 7–6(3) 6–1                            | نادية لالامي                                | Aida Martínez Sanjuán أماندا كاريراس  | أليكس كولومبون Avgusta Tsybysheva Ilinca Stoica Katharina Holert                |
| 13 سبتمبر | لاردة، إسبانيا ملعب ترابي $10،000 جدول المباريات الفردية – جدول المباريات الزوجية                                                          | ألريكك إيكري Caroline Rohde-Moe 7–5 5–0 انسحاب         | أليكس كولومبون Jessica Ginier               | Aida Martínez Sanjuán أماندا كاريراس  | أليكس كولومبون Avgusta Tsybysheva Ilinca Stoica Katharina Holert                |
| 13 سبتمبر | ردينغ، الولايات المتحدة ملعب صلب $25،000 جدول المباريات الفردية – جدول المباريات الزوجية                                                   | جيمي هامبتون 3–6 6–1 6–4                               | يلينا باندزيك                               | تتيانا لوزانسكا لورا سيجموند          | غابرييلا باز آلي ويل Daria Gavrilova ياسمين شناك                                |
| 13 سبتمبر | ردينغ، الولايات المتحدة ملعب صلب $25،000 جدول المباريات الفردية – جدول المباريات الزوجية                                                   | كريستينا فوسانو ياسمين شناك 6–2 3–6 [10–6]             | Kim-Anh Nguyen يلينا باندزيك                | تتيانا لوزانسكا لورا سيجموند          | غابرييلا باز آلي ويل Daria Gavrilova ياسمين شناك                                |
| 13 سبتمبر | كاراكاس، فنزويلا ملعب صلب $10،000 جدول المباريات الفردية – جدول المباريات الزوجية                                                          | أدريانا بيريز 6–3 6–1                                  | أندريا غاميز                                | نيكول روتمان جالي دي وائل             | ناتالي يو ستيفاني غاميز آنا جابرييلا جرباسي جوادالوبي مورينو                    |
| 13 سبتمبر | كاراكاس، فنزويلا ملعب صلب $10،000 جدول المباريات الفردية – جدول المباريات الزوجية                                                          | جالي دي وائل نيكول روتمان 6–2 1–6 [10–4]               | أندريا غاميز أدريانا بيريز                  | نيكول روتمان جالي دي وائل             | ناتالي يو ستيفاني غاميز آنا جابرييلا جرباسي جوادالوبي مورينو                    |
| 13 سبتمبر | كيوتو، اليابان سجادة $10،000 جدول المباريات الفردية – جدول المباريات الزوجية                                                               | ماكيهو كوزاوا 7–5 6–2                                  | نودنيدا لوانجنام                            | أيومي أوكا كوتومي تاكاهاتا            | توموكو تايرا كازوسا إيتو يوكا موري أكيكو أوماي                                  |
| 13 سبتمبر | كيوتو، اليابان سجادة $10،000 جدول المباريات الفردية – جدول المباريات الزوجية                                                               | كازوسا إيتو توموكو تايرا 6–3 7–6(5)                    | أيومي أوكا كاوري أونيشي                     | أيومي أوكا كوتومي تاكاهاتا            | توموكو تايرا كازوسا إيتو يوكا موري أكيكو أوماي                                  |
| 13 سبتمبر | إيتابيما، البرازيل ملعب ترابي $10،000 جدول المباريات الفردية – جدول المباريات الزوجية                                                      | روكسان فيسمبيرج 6–0 6–0                                | ماري إليز كاساريس                           | ناتاليا تشينغ ناتاشا لوتوفو           | غابرييلا باربوسا-كوستا سيلفا كارلا لوسيرو ناتاليا روسي كارلا فورت               |
| 13 سبتمبر | إيتابيما، البرازيل ملعب ترابي $10،000 جدول المباريات الفردية – جدول المباريات الزوجية                                                      | مونيك ألبوكيركي روكسان فيسمبيرج 6–3 6–3                | ماريا فرناندا ألفيس ناتاليا تشينغ           | ناتاليا تشينغ ناتاشا لوتوفو           | غابرييلا باربوسا-كوستا سيلفا كارلا لوسيرو ناتاليا روسي كارلا فورت               |
| 13 سبتمبر | ميستري، إيطاليا ملعب ترابي $50،000 جدول المباريات الفردية – جدول المباريات الزوجية                                                         | سوزانا أوندراسكوفا 6–3 6–3                             | لوسي هراديكا                                | إيفا بيرنروفا يوليا شروف              | أندريا كليباك ماريا كوريتسيفا إليز تامالا أرانتشا روس                           |
| 13 سبتمبر | ميستري، إيطاليا ملعب ترابي $50،000 جدول المباريات الفردية – جدول المباريات الزوجية                                                         | كلوديا جيوفين كارين كناب 6–7(6) 7–5 [13–11]            | إيفا بيرنروفا أندريا كليباك                 | إيفا بيرنروفا يوليا شروف              | أندريا كليباك ماريا كوريتسيفا إليز تامالا أرانتشا روس                           |
| 13 سبتمبر | داروين، أستراليا ملعب صلب $25،000 جدول المباريات الفردية – جدول المباريات الزوجية                                                          | أوليفيا روجوفسكا 6–2 2–6 6–0                           | نايومي كافاداي                              | جيسيكا مور تامي باترسون               | فيكتوريا لارير Chiaki Okadaue ميلاني ساوث كوميكو إيجيما                         |
| 13 سبتمبر | داروين، أستراليا ملعب صلب $25،000 جدول المباريات الفردية – جدول المباريات الزوجية                                                          | كوميكو إيجيما يوريكا سما 6–4 6–1                       | Alenka Hubacek تامي باترسون                 | جيسيكا مور تامي باترسون               | فيكتوريا لارير Chiaki Okadaue ميلاني ساوث كوميكو إيجيما                         |
| 20 سبتمبر | سان مالو، فرنسا ملعب ترابي $100،000+H جدول المباريات الفردية – جدول المباريات الزوجية                                                      | رومينا أوبراندي 6–2 2–6 6–2                            | أليز كورنيه                                 | فيرجيني رازانو أوليفيا سانشيز         | تيميا باشينسكي ساندرا زاهلافوفا سوزانا أوندراسكوفا أناييس لاوريندون             |
| 20 سبتمبر | سان مالو، فرنسا ملعب ترابي $100،000+H جدول المباريات الفردية – جدول المباريات الزوجية                                                      | بيترا سيتكوفسكا لوسي هراديكا 6–4 6–2                   | ماريا كوريتسيفا Ioana Raluca Olaru          | فيرجيني رازانو أوليفيا سانشيز         | تيميا باشينسكي ساندرا زاهلافوفا سوزانا أوندراسكوفا أناييس لاوريندون             |
| 20 سبتمبر | Aegon GB Pro-Series Shrewsbury شروزبري (المملكة المتحدة)، المملكة المتحدة ملعب صلب $75،000 جدول المباريات الفردية – جدول المباريات الزوجية | إيفا بيرنروفا 7–6(1) 3–6 6–0                           | آن كريمر                                    | كريستينا بارويس فيسنا ماناسييفا       | فيتاليا دياتشينكو آنا فرلجيتش نايومي برودي هيذر واتسون                          |
| 20 سبتمبر | Aegon GB Pro-Series Shrewsbury شروزبري (المملكة المتحدة)، المملكة المتحدة ملعب صلب $75،000 جدول المباريات الفردية – جدول المباريات الزوجية | فيتاليا دياتشينكو إيرينا بافلوفيتش 4–6 6–4 [10–6]      | كلير فويرشتاين فيسنا ماناسييفا              | كريستينا بارويس فيسنا ماناسييفا       | فيتاليا دياتشينكو آنا فرلجيتش نايومي برودي هيذر واتسون                          |
| 20 سبتمبر | مدريد، إسبانيا ملعب صلب $10،000 جدول المباريات الفردية – جدول المباريات الزوجية                                                            | كاتارينا هوليرت 3–6 6–3 6–2                            | سيلفيا غارسيا خيمينيز                       | جانينا تولين بيلار دومينغيز لوبيز     | أرابيلا فرنانديز رابنر ديانا ستومليغا ياسمين شتاينهير روثيو دي لا توري-سانشيز   |
| 20 سبتمبر | مدريد، إسبانيا ملعب صلب $10،000 جدول المباريات الفردية – جدول المباريات الزوجية                                                            | لينا-ماري هوفمان جانينا تولين 7–6(6) 7–5               | لورا أباولازا ميراديفيلا إيفون كافالي-ريمرس | جانينا تولين بيلار دومينغيز لوبيز     | أرابيلا فرنانديز رابنر ديانا ستومليغا ياسمين شتاينهير روثيو دي لا توري-سانشيز   |
| 20 سبتمبر | تبليسي، جورجيا ملعب ترابي $25،000 جدول المباريات الفردية – جدول المباريات الزوجية                                                          | ميلاني كلافنير 3–6 6–0 3–0 انسحبت                      | إيرينا بورياتشوك                            | أوكسانا كالاشنيكوفا كارولينا كوسينسكا | أنجيليك فان دير ميت Réka-Luca Jani Viktoria Yemialyanava أليونا سوتنيكوفا       |
| 20 سبتمبر | تبليسي، جورجيا ملعب ترابي $25،000 جدول المباريات الفردية – جدول المباريات الزوجية                                                          | فيرونيكا كابشاي Ágnes Szatmári 6–1 2–6 [10–8]          | أوكسانا كالاشنيكوفا ميلاني كلافنير          | أوكسانا كالاشنيكوفا كارولينا كوسينسكا | أنجيليك فان دير ميت Réka-Luca Jani Viktoria Yemialyanava أليونا سوتنيكوفا       |
| 20 سبتمبر | فدجة، إيطاليا ملعب ترابي $25،000 جدول المباريات الفردية – جدول المباريات الزوجية                                                           | لورا بوس تيو 3–6 6–3 6–4                               | ماريا تيريزا تورو فلور                      | فلورنسيا مولينيرو آنا فلوريس          | Anna Remondina إستريلا كابيزا كانديلا ماريا إيروغيين يوليا شروف                 |
| 20 سبتمبر | فدجة، إيطاليا ملعب ترابي $25،000 جدول المباريات الفردية – جدول المباريات الزوجية                                                           | ماريا إيروغيين فلورنسيا مولينيرو 6–2 6–2               | إستريلا كابيزا كانديلا لورا بوس تيو         | فلورنسيا مولينيرو آنا فلوريس          | Anna Remondina إستريلا كابيزا كانديلا ماريا إيروغيين يوليا شروف                 |
| 20 سبتمبر | بوخارست، رومانيا ملعب ترابي $25،000 جدول المباريات الفردية – جدول المباريات الزوجية                                                        | Mădălina Gojnea 6–4 6–4                                | كريستينا كوكوفا                             | لينكا جريكوفا إليتسا كوستوفا          | ايرينا كاميليا باغو ميكايلا بوشابوفا إيلينا بوغدان بيبيان ويجيرس                |
| 20 سبتمبر | بوخارست، رومانيا ملعب ترابي $25،000 جدول المباريات الفردية – جدول المباريات الزوجية                                                        | ايرينا كاميليا باغو إيلينا بوغدان 6–1 6–3              | ليتيسيا كوستاس إيفا فرنانديز-بروجيس         | لينكا جريكوفا إليتسا كوستوفا          | ايرينا كاميليا باغو ميكايلا بوشابوفا إيلينا بوغدان بيبيان ويجيرس                |
| 20 سبتمبر | نوفي ساد، صربيا ملعب ترابي $10،000 جدول المباريات الفردية – جدول المباريات الزوجية                                                         | أنا يوفانوفيتش 6–2 6–3                                 | إنجريد-ألكسندرا رادو                        | ناستجا كولار مارينا كاشار             | يانا ياندوفا دوروتيجا إريك دونيا شونكيتش مارتينا كوبيتشيكوفا                    |
| 20 سبتمبر | نوفي ساد، صربيا ملعب ترابي $10،000 جدول المباريات الفردية – جدول المباريات الزوجية                                                         | يانا ياندوفا مارتينا كوبيتشيكوفا 6–7(4) 6–4 [11–9]     | ليدزيا ماروزافا إيكاتيرينا ياكوفليفا        | ناستجا كولار مارينا كاشار             | يانا ياندوفا دوروتيجا إريك دونيا شونكيتش مارتينا كوبيتشيكوفا                    |
| 20 سبتمبر | سالونيك، اليونان ملعب ترابي $10،000 جدول المباريات الفردية – جدول المباريات الزوجية                                                        | أنستاسيا موخاميتوفا 1–6 6–1 6–3                        | باشاك إرايدن                                | كيرين شلومو غيل برودسكي               | بيانكا كوش تشين أستروغو داريا ميرونوفا كيم جراجديك                              |
| 20 سبتمبر | سالونيك، اليونان ملعب ترابي $10،000 جدول المباريات الفردية – جدول المباريات الزوجية                                                        | كيم جراجديك أناستاسيا موخاميتوفا 6–2 6–3               | تشين أستروغو كيرين شلومو                    | كيرين شلومو غيل برودسكي               | بيانكا كوش تشين أستروغو داريا ميرونوفا كيم جراجديك                              |
| 20 سبتمبر | ألباكركي، الولايات المتحدة أرضية صلبة $75,000 جدول المباريات الفردية – جدول المباريات الزوجية                                              | ميرجانا لوتشيتش 6–1 6–4                                | ليندساي لي ووترز                            | فارفارا ليبتشينكو آنا تاتيشفيلي       | سلون ستيفنز كاترين وورلي كيمبرلي كوتس أشا رول                                   |
| 20 سبتمبر | ألباكركي، الولايات المتحدة أرضية صلبة $75,000 جدول المباريات الفردية – جدول المباريات الزوجية                                              | ليندساي لي ووترز ميغان مولتون ليفي 2–6 6–3 [10–8]      | أبيغيل سبيرز ماشونا واشنتون                 | فارفارا ليبتشينكو آنا تاتيشفيلي       | سلون ستيفنز كاترين وورلي كيمبرلي كوتس أشا رول                                   |
| 20 سبتمبر | ساغينيه، كندا أرضية صلبة $50,000 جدول المباريات الفردية – جدول المباريات الزوجية                                                           | ريبيكا مارينو 6–4 6–7(4) 7–6(5)                        | أليسون ريسك                                 | مارينا إراكوفيتش هايدي الطباخ         | جوانا كونتا سيفرين بريمون بيلترام جيمي هامبتون فاليري تترولت                    |
| 20 سبتمبر | ساغينيه، كندا أرضية صلبة $50,000 جدول المباريات الفردية – جدول المباريات الزوجية                                                           | جورجيلينا كرافيرو ستيفاني فوريتز جاكون 6–3 6–4         | هايدي الطباخ ريبيكا مارينو                  | مارينا إراكوفيتش هايدي الطباخ         | جوانا كونتا سيفرين بريمون بيلترام جيمي هامبتون فاليري تترولت                    |
| 20 سبتمبر | أليس سبرينغز، أستراليا أرضية صلبة $25,000 جدول المباريات الفردية – جدول المباريات الزوجية                                                  | ساشا جونز 5–7 6–3 6–3                                  | آنا كلارا دوارتي                            | ميلاني ساوث أوليفيا روجوفسكا          | بيمرا أوزجن دانييلا دومينيكوفيتش أليسون باي بوجانا بوبوسيك                      |
| 20 سبتمبر | أليس سبرينغز، أستراليا أرضية صلبة $25,000 جدول المباريات الفردية – جدول المباريات الزوجية                                                  | إريكا سما يوريكا سما 7–5 6–1                           | أليسون باي آملين ستار                       | ميلاني ساوث أوليفيا روجوفسكا          | بيمرا أوزجن دانييلا دومينيكوفيتش أليسون باي بوجانا بوبوسيك                      |
| 20 سبتمبر | ماكينوهارا، شيزوؤوكا، اليابان سجاد $25,000 جدول المباريات الفردية – جدول المباريات الزوجية                                                 | كوميكو إيجيما 6–1 6–2                                  | شيهو أكيتا                                  | هيروكو كواتا نودنيدا لوانجنام         | أيومي أوكا تشينامي أوجي مايا كاتو شاكو أوياما                                   |
| 20 سبتمبر | ماكينوهارا، شيزوؤوكا، اليابان سجاد $25,000 جدول المباريات الفردية – جدول المباريات الزوجية                                                 | لو جيا شيانغ لو جيا-جينغ 7–5 1–6 [11–9]                | كاو شاو-يوان وانغ كيانغ                     | هيروكو كواتا نودنيدا لوانجنام         | أيومي أوكا تشينامي أوجي مايا كاتو شاكو أوياما                                   |
| 20 سبتمبر | الجزائر (مدينة)، الجزائر ترابية $10,000 جدول المباريات الفردية – جدول المباريات الزوجية                                                    | فاطمة العلمي 6–1 6–4                                   | زوزانا لينهوفا                              | ليندا ماير خريستينا كازيموفا          | ألينا فيسيل جينيفر ألان لينا بناني جينيفر ميغان                                 |
| 20 سبتمبر | الجزائر (مدينة)، الجزائر ترابية $10,000 جدول المباريات الفردية – جدول المباريات الزوجية                                                    | صوفي كورنيروت مارسلا كويك 7–6(3) 6–2                   | خريستينا كازيموفا نادية لالامي              | ليندا ماير خريستينا كازيموفا          | ألينا فيسيل جينيفر ألان لينا بناني جينيفر ميغان                                 |
| 20 سبتمبر | موجي داس كروزيز، البرازيل ترابية $10,000 جدول المباريات الفردية – جدول المباريات الزوجية                                                   | روكسان فيسمبيرج 6–2 6–3                                | كارلا لوسيرو                                | ناتاشا لوتوفو مونيك ألبوكيركي         | ماريا فرناندا ألفيس إميليا يوريو غابرييلا سي كاتالينا بيلا                      |
| 20 سبتمبر | موجي داس كروزيز، البرازيل ترابية $10,000 جدول المباريات الفردية – جدول المباريات الزوجية                                                   | فلافيا غيماريش بوينو بياتريس حداد مايا 6–1 6–3         | ماريا فرناندا ألفيس ناتاشا لوتوفو           | ناتاشا لوتوفو مونيك ألبوكيركي         | ماريا فرناندا ألفيس إميليا يوريو غابرييلا سي كاتالينا بيلا                      |
| 20 سبتمبر | مازاتلان، المكسيك صلبة $10,000 جدول المباريات الفردية – جدول المباريات الزوجية                                                             | نزارِي أوربينا 6–4 6–3                                  | ياسمين شناك                                 | ناديا إتشيفيريا ألام ويتني جونز       | مونيكا نيفكلوفسكا ياونا ألين كارولينا بيتانكورت أندريا بينيتيز                  |
| 20 سبتمبر | مازاتلان، المكسيك صلبة $10,000 جدول المباريات الفردية – جدول المباريات الزوجية                                                             | إيفانا كينغ ياسمين شناك 6–4 3–6 [10–5]                 | ياونا ألين مونيكا نيفكلوفسكا                | ناديا إتشيفيريا ألام ويتني جونز       | مونيكا نيفكلوفسكا ياونا ألين كارولينا بيتانكورت أندريا بينيتيز                  |
| 20 سبتمبر | كاراكاس، فنزويلا صلبة $10,000 جدول المباريات الفردية – جدول المباريات الزوجية                                                              | أندريا غاميز 1–6 6–4 7–5                               | أدريانا بيريز                               | غالي دي وائل نيكول روتمان             | غوادالوبي مورينو ماريا باولا ريبيرو غابرييلا كوغليتور يولاند ليكوك              |
| 20 سبتمبر | كاراكاس، فنزويلا صلبة $10,000 جدول المباريات الفردية – جدول المباريات الزوجية                                                              | غالي دي وائل نيكول روتمان 6–0 6–1                      | ميكيلي إيرازوستا ماريا باولا ريبيرو         | غالي دي وائل نيكول روتمان             | غوادالوبي مورينو ماريا باولا ريبيرو غابرييلا كوغليتور يولاند ليكوك              |
| 27 سبتمبر | أثينا، اليونان صلبة $50,000 جدول المباريات الفردية – جدول المباريات الزوجية                                                                | إيليني دانيليدو 6–4 6–1                                | لورا بوس تيو                                | بترا مارتيتش سوزانا كاتشوفا           | كريستينا بارويس ديا إفتيموفا ماريا تيريزا تورو فلور كارولينا بلسكوفا            |
| 27 سبتمبر | أثينا، اليونان صلبة $50,000 جدول المباريات الفردية – جدول المباريات الزوجية                                                                | فيتاليا دياتشينكو İpek Şenoğlu بالانسحاب               | إيليني دانيليدو بترا مارتيتش                | بترا مارتيتش سوزانا كاتشوفا           | كريستينا بارويس ديا إفتيموفا ماريا تيريزا تورو فلور كارولينا بلسكوفا            |
| 27 سبتمبر | كليرمون فيران، فرنسا صلبة $25,000 جدول المباريات الفردية – جدول المباريات الزوجية                                                          | إيفانا ليسجاك 6–4 6–1                                  | إيرينا كورياوفيتش                           | بيترا سيتكوفسكا أودري برغوت           | باتريشيا ساندوسكا كلير دي جوبيرناتيس أليز ليم ناتاليا أورلوفا                   |
| 27 سبتمبر | كليرمون فيران، فرنسا صلبة $25,000 جدول المباريات الفردية – جدول المباريات الزوجية                                                          | يوليا فيدوسوفا إيرينا كورياوفيتش 7–6(5) 6–3            | إيليكسين ليشيميا أليز ليم                   | بيترا سيتكوفسكا أودري برغوت           | باتريشيا ساندوسكا كلير دي جوبيرناتيس أليز ليم ناتاليا أورلوفا                   |
| 27 سبتمبر | تبليسي، جورجيا ترابية $25,000 جدول المباريات الفردية – جدول المباريات الزوجية                                                              | مارجاليتا تشاخناشفيلي 6–4 3–6 7–5                      | تاتيا ميكادزي                               | ريكا-لوكا ياني صوفيا شاباتافا         | أوكسانا كالاشنيكوفا أليكساندرا ساسنوفيتش فيرونيكا كابشاي جوليا غلوشكو           |
| 27 سبتمبر | تبليسي، جورجيا ترابية $25,000 جدول المباريات الفردية – جدول المباريات الزوجية                                                              | تاتيا ميكادزي صوفيا شاباتافا 6–3 6–2                   | باولا كانيا سوفيا سوزاني                    | ريكا-لوكا ياني صوفيا شاباتافا         | أوكسانا كالاشنيكوفا أليكساندرا ساسنوفيتش فيرونيكا كابشاي جوليا غلوشكو           |
| 27 سبتمبر | هلسنكي، فنلندا صلبة $25,000 جدول المباريات الفردية – جدول المباريات الزوجية                                                                | يوليا بيجيلزيمير 7–6(7) 6–0                            | إيما لين                                    | يانا كابلوفا كيكي بيرتينس             | يلينا تشالوفا نيكولا جوير كريستينا ملادينوفيتش تارا مور                         |
| 27 سبتمبر | هلسنكي، فنلندا صلبة $25,000 جدول المباريات الفردية – جدول المباريات الزوجية                                                                | كيكي بيرتينس ريتشل هوجينكامب 6–3 7–5                   | يوليا بيجيلزيمير كريستينا ملادينوفيتش       | يانا كابلوفا كيكي بيرتينس             | يلينا تشالوفا نيكولا جوير كريستينا ملادينوفيتش تارا مور                         |
| 27 سبتمبر | بوتشا، أوكرانيا ترابية $25,000 جدول المباريات الفردية – جدول المباريات الزوجية                                                             | فالنتينا إيفاخنينكو 6–2 2–0 انسحاب                     | أوكسانا ليوبتسوفا                           | يوليا كالبينا غانا بيفين              | بولينا بيخوفا كسينيا ألكان بيرميت دوفانايفا داريا كوتشمينا                      |
| 27 سبتمبر | بوتشا، أوكرانيا ترابية $25,000 جدول المباريات الفردية – جدول المباريات الزوجية                                                             | يوليا كالبينا تاتيانا كوتلنيكوفا 6–4 7–5               | فالنتينا إيفاخنينكو أناستاسيا ليتوفتشينكو   | يوليا كالبينا غانا بيفين              | بولينا بيخوفا كسينيا ألكان بيرميت دوفانايفا داريا كوتشمينا                      |
| 27 سبتمبر | بورتو، البرتغال ترابية $10,000 جدول المباريات الفردية – جدول المباريات الزوجية                                                             | غيل برودسكي 7–5 6–1                                    | كارولينا نوفاك                              | Olga Sáez Larra Lena-Marie Hofmann    | Rita Vilaca Rocío de la Torre-Sánchez Arabela Fernández Rabener Samantha Powers |
| 27 سبتمبر | بورتو، البرتغال ترابية $10,000 جدول المباريات الفردية – جدول المباريات الزوجية                                                             | ألريكك إيكري Lena-Marie Hofmann 7–6 6–7 [10–5]         | غيل برودسكي ألكسندرا رايلي                  | Olga Sáez Larra Lena-Marie Hofmann    | Rita Vilaca Rocío de la Torre-Sánchez Arabela Fernández Rabener Samantha Powers |
| 27 سبتمبر | تشامبينو، إيطاليا ترابية $10,000 جدول المباريات الفردية – جدول المباريات الزوجية                                                           | مارتينا كاريغارو 6–3 6–3                               | ديانا بوزيان                                | جويا باربييري مارتينا جليداتشيفا      | مارتينا دي جوزيبي فرانشيسكا ماتزالي آنه شيفر جوليا غابا                         |
| 27 سبتمبر | تشامبينو، إيطاليا ترابية $10,000 جدول المباريات الفردية – جدول المباريات الزوجية                                                           | ديانا بوزيان فالنتينا سولبيزيو 6–4 6–4                 | ستيفانيا تشيبا مارتينا جليداتشيفا           | جويا باربييري مارتينا جليداتشيفا      | مارتينا دي جوزيبي فرانشيسكا ماتزالي آنه شيفر جوليا غابا                         |
| 27 سبتمبر | أنطاليا، تركيا ترابية $10,000 جدول المباريات الفردية – جدول المباريات الزوجية                                                              | فيكتوريا كامنسكايا 6–3 6–0                             | زوزانا زالابسكا                             | Émilie Bacquet Verdiana Verardi       | جوانا إيدوكونيت Veronika Domagala Martina Kubičíková Ksenia Kirillova           |
| 27 سبتمبر | أنطاليا، تركيا ترابية $10,000 جدول المباريات الفردية – جدول المباريات الزوجية                                                              | فيكتوريا كامنسكايا كسانيا كيريلوفا 6–7(10) 6–3 [10–3]  | جوليا غاسباري فيرديانا فيراردي              | Émilie Bacquet Verdiana Verardi       | جوانا إيدوكونيت Veronika Domagala Martina Kubičíková Ksenia Kirillova           |
| 27 سبتمبر | نينغبو، الصين صلب $100,000+H جدول المباريات الفردية – جدول المباريات الزوجية                                                               | ألبرتا بريانتي 6–4 6–4                                 | ماغدالينا ريباريكوفا                        | Zhang Shuai هان زينيون                | نوبون ليرتشيواكارن صوفي فيرغسون جيل كريبس Zhou Yi-Miao                          |
| 27 سبتمبر | نينغبو، الصين صلب $100,000+H جدول المباريات الفردية – جدول المباريات الزوجية                                                               | تشان تشين وي تشن يي 6–3 3–6 [10–8]                     | جيل كريبس أولغا سافتشوك                     | Zhang Shuai هان زينيون                | نوبون ليرتشيواكارن صوفي فيرغسون جيل كريبس Zhou Yi-Miao                          |
| 27 سبتمبر | لاس فيغاس، الولايات المتحدة صلب $50,000 جدول المباريات الفردية – جدول المباريات الزوجية                                                    | فارفارا ليبتشينكو 6–2 6–2                              | سورانا كريستيا                              | إيدينا غالوفيتس ميرجانا لوشيتش        | فاليري تترولت لورين ألبانيز أبيغيل سبيرز آنا تاتيشفيلي                          |
| 27 سبتمبر | لاس فيغاس، الولايات المتحدة صلب $50,000 جدول المباريات الفردية – جدول المباريات الزوجية                                                    | ليندساي لي ووترز ميغان مولتون ليفي 1–6 7–5 [10–4]      | إيرينا فالكوني ماريا سانشيز                 | إيدينا غالوفيتس ميرجانا لوشيتش        | فاليري تترولت لورين ألبانيز أبيغيل سبيرز آنا تاتيشفيلي                          |
| 27 سبتمبر | هامنكو، اليابان سجاد $25,000 جدول المباريات الفردية – جدول المباريات الزوجية                                                               | كوميكو إيجيما 6–7(4) 6–2 6–4                           | إريكا سما                                   | نودنيدا لوانجنام تتيانا لوزانسكا      | هان سونغ هي آيكا مايكوا وانغ كيانغ شو وين-شين                                   |
| 27 سبتمبر | هامنكو، اليابان سجاد $25,000 جدول المباريات الفردية – جدول المباريات الزوجية                                                               | كوميكو إيجيما إريكا سما 6–2 6–1                        | كاو شاو-يوان آيكا مايكوا                    | نودنيدا لوانجنام تتيانا لوزانسكا      | هان سونغ هي آيكا مايكوا وانغ كيانغ شو وين-شين                                   |
| 27 سبتمبر | جزيرة إميليا، الولايات المتحدة طين $10,000 جدول المباريات الفردية – جدول المباريات الزوجية                                                 | لورين هيرنغ 6–2 6–3                                    | كاثرين هاريسون                              | أولغا بوتشكوفا ماديسون كيز            | جابرييل دي سيمون أناستاسيا خارشينكو آنا مامالات يان أبازا                       |
| 27 سبتمبر | جزيرة إميليا، الولايات المتحدة طين $10,000 جدول المباريات الفردية – جدول المباريات الزوجية                                                 | إليزابيث لامبكن ستوري تويدي ياتز 7–5 6–4               | ألكسندرا م. هاني كيندال وودارد              | أولغا بوتشكوفا ماديسون كيز            | جابرييل دي سيمون أناستاسيا خارشينكو آنا مامالات يان أبازا                       |
| 27 سبتمبر | أرواجيا، البرازيل طين $10,000 جدول المباريات الفردية – جدول المباريات الزوجية                                                              | تيليانا بيريرا 4–6 6–4 6–1                             | فينيسا فورلانيتو                            | كارلا فورت مونيك ألبوكيركي            | إميليا يوريو كاتالينا بيلا روكسان فيسمبيرج ماريا فرناندا ألفيس                  |
| 27 سبتمبر | أرواجيا، البرازيل طين $10,000 جدول المباريات الفردية – جدول المباريات الزوجية                                                              | كارلا لوثيرو إميليا يوريو 6–4 4–6 [10–8]               | كارين كاستيبلانكو فينيسا فورلانيتو          | كارلا فورت مونيك ألبوكيركي            | إميليا يوريو كاتالينا بيلا روكسان فيسمبيرج ماريا فرناندا ألفيس                  |
| 27 سبتمبر | الجزائر (مدينة), الجزائر طين $10,000 جدول المباريات الفردية – جدول المباريات الزوجية                                                       | مارسيلا كوك 6–4 6–4                                    | فاطمة العلمي                                | زوزانا لينهوفا سيلفيا نجيريتش         | لادينا سولير ستيفاني هيرش جنيفر ألين نادية لالامي                               |
| 27 سبتمبر | الجزائر (مدينة), الجزائر طين $10,000 جدول المباريات الفردية – جدول المباريات الزوجية                                                       | فاطمة العلمي مارسيلا كوك 6–0 6–1                       | كريستينا كازيموفا نادية لالامي              | زوزانا لينهوفا سيلفيا نجيريتش         | لادينا سولير ستيفاني هيرش جنيفر ألين نادية لالامي                               |
| 27 سبتمبر | جاكرتا, إندونيسيا صلب $10,000 جدول المباريات الفردية – جدول المباريات الزوجية                                                              | ساندي جوموليا 6–3 6–0                                  | كاثرين ويستبري                              | جريس ساري إيسيدورا بينجتارن بليبويتش  | آيو فاني داميانتي فوني دارلينا كيم هاي-سونغ جيسي رومبيس                         |
| 27 سبتمبر | جاكرتا, إندونيسيا صلب $10,000 جدول المباريات الفردية – جدول المباريات الزوجية                                                              | آيو فاني داميانتي جيسي رومبيس 6–0 6–0                  | بينجتارن بليبويتش ليلى رحماواتي ألفا        | جريس ساري إيسيدورا بينجتارن بليبويتش  | آيو فاني داميانتي فوني دارلينا كيم هاي-سونغ جيسي رومبيس                         |
| 27 سبتمبر | سيلايا (المكسيك), المكسيك طين $10,000 جدول المباريات الفردية – جدول المباريات الزوجية                                                      | أندريا بينيتيز 6–0 1–1 تقاعد                           | إليزابيث فيريس                              | نيكول روبنسون ستيفاني ثيلر            | نويل سكوت ألينا سوليفان توموكو دوكي كريستين كاندلر                              |
| 27 سبتمبر | سيلايا (المكسيك), المكسيك طين $10,000 جدول المباريات الفردية – جدول المباريات الزوجية                                                      | توموكو دوكي هيرومي أوكازاكي 3–6 6–3 [10–7]             | إليزابيث فيريس نيكول روبنسون                | نيكول روبنسون ستيفاني ثيلر            | نويل سكوت ألينا سوليفان توموكو دوكي كريستين كاندلر                              |

## الروابط الخارجية
- "10،600 لاعبة، 1135 حدثًا: جولة الاتحاد الدولي لكرة المضرب العالمية للسيدات لعام 2023 بالأرقام". الاتحاد الدولي لكرة المضرب. مؤرشف من الأصل في 2025-07-01. اطلع عليه بتاريخ 2024-01-02.
- "أجندة جولة الاتحاد الدولي لكرة المضرب العالمية للسيدات". الاتحاد الدولي لكرة المضرب. مؤرشف من الأصل في 2024-10-07. اطلع عليه بتاريخ 2024-01-02.
- الاتحاد الدولي لكرة المضرب